# Hryhorii Savych Skovoroda
Hryhorii Savych Skovoroda  (tiếng Ukraina: Григорій Савич Сковорода; 3 tháng 12 năm 1722 - 9 tháng 11 năm 1794) là một triết gia người gốc Cossack Ukraine sinh sống và làm việc tại Đế quốc Nga. Ông là một nhà thơ, nhà giáo và một nhà soạn nhạc thánh ca. Sức ảnh hưởng to lớn của ông đến quần chúng đương thời và cả các thế hệ sau này cũng như lối sống được mọi người ví như Sokrates và hay gọi ông bằng biệt danh này. Các tác phẩm của Skovoroda đã đóng góp to lớn vào kho tàng di sản văn hóa của cả Ukraine và Nga và được cả hai quốc gia này tuyên bố là người con của quê hương mình.
Skovoroda đã viết các tác phẩm của mình với sự trộn lẫn của ba ngôn ngữ: tiếng Ukraina, tiếng Nga và tiếng Slav Giáo hội, bên cạnh đó ông cũng sử dụng một lượng lớn các từ vay mượn của các ngôn ngữ Tây Âu cùng các trích dẫn bằng tiếng Latinh hoặc Hy Lạp. Phần lớn các bức thư còn sót lại của ông được viết bằng tiếng Latinh hoặc tiếng Hy Lạp, nhưng một số ít lại viết bằng một biến thể tiếng Nga được sử dụng bởi giới trí thức ở Sloboda Ukraina đương thời, đây là một biến thể sinh ra từ quá trình Nga hóa lâu dài nhưng vẫn còn gìn giữ một số yếu tố tiếng Ukraine.
Ông từng theo học tại Học viện Kyiv-Mohyla ở Kyiv. Mang trong mình những ám ảnh gây ra bởi quyền lực trần thế và tinh thần, ở những năm cuối cùng ông đã sống cuộc đời của một triết gia hành khất. Ông đưa vào trong các ghi chép và hội thoại của mình các vấn đề trong Kinh thánh xen kẽ với những vấn đề đã được Plato và các triết gia khắc kỷ đưa ra trước đó. Sau khi ông qua đời, tác phẩm của ông mới được xuất bản lần đầu tiên vào năm 1798 tại Saint Petersburg. Tác phẩm hoàn chỉnh và đầy đủ về sau cũng được xuất bản đầu tiên tại Saint Petersburg vào năm 1861. Trước lần xuất bản này, nhiều tác phẩm của ông khi đó chỉ tồn tại dưới dạng bản thảo.
Skovoroda là anh em của ông cố của triết gia người Nga Vladimir Sergeyevich Solovyov.

## Tiểu sử

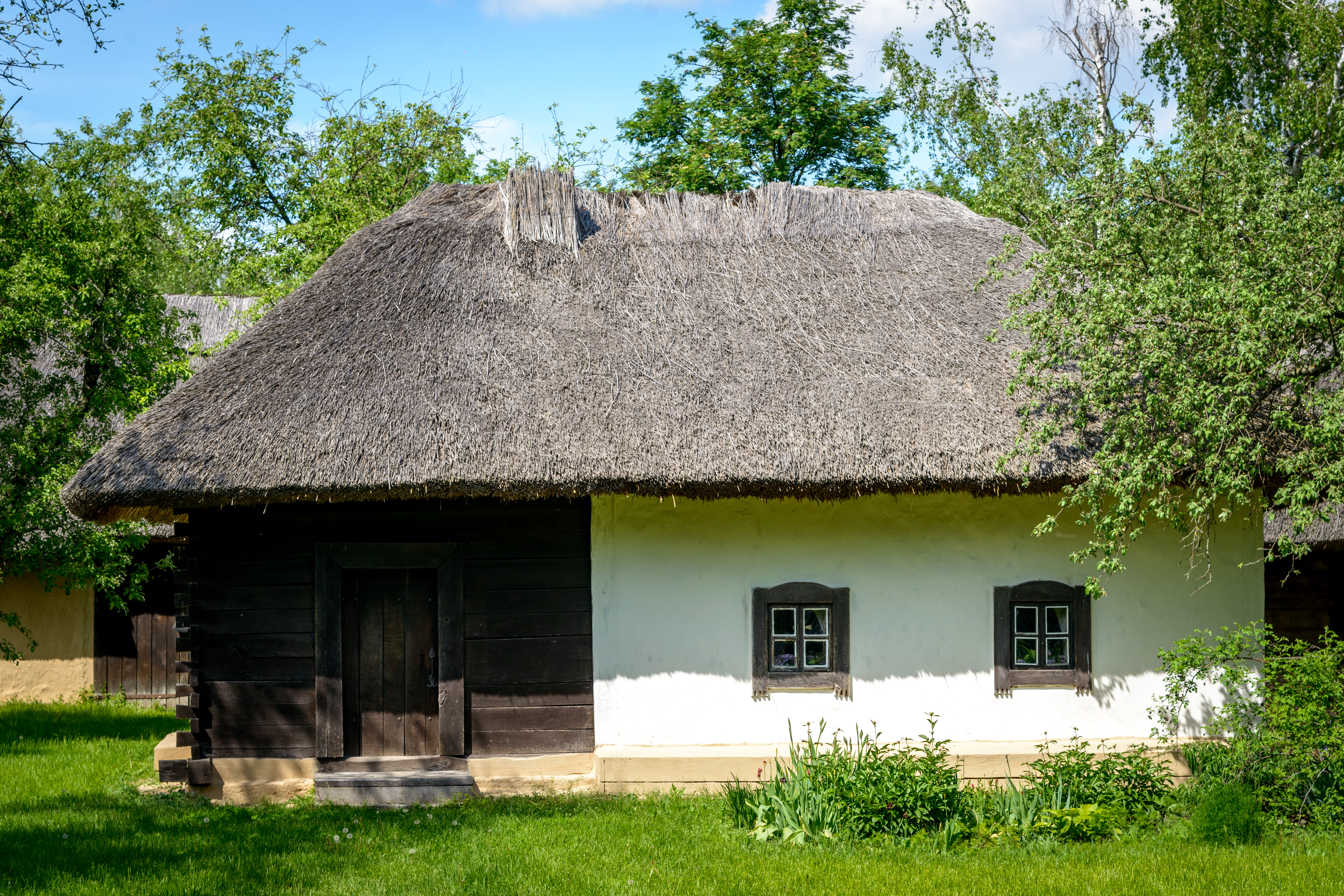
Khu tưởng niệm gia đình của Hryhoriy Skovoroda ở Chornuhy.

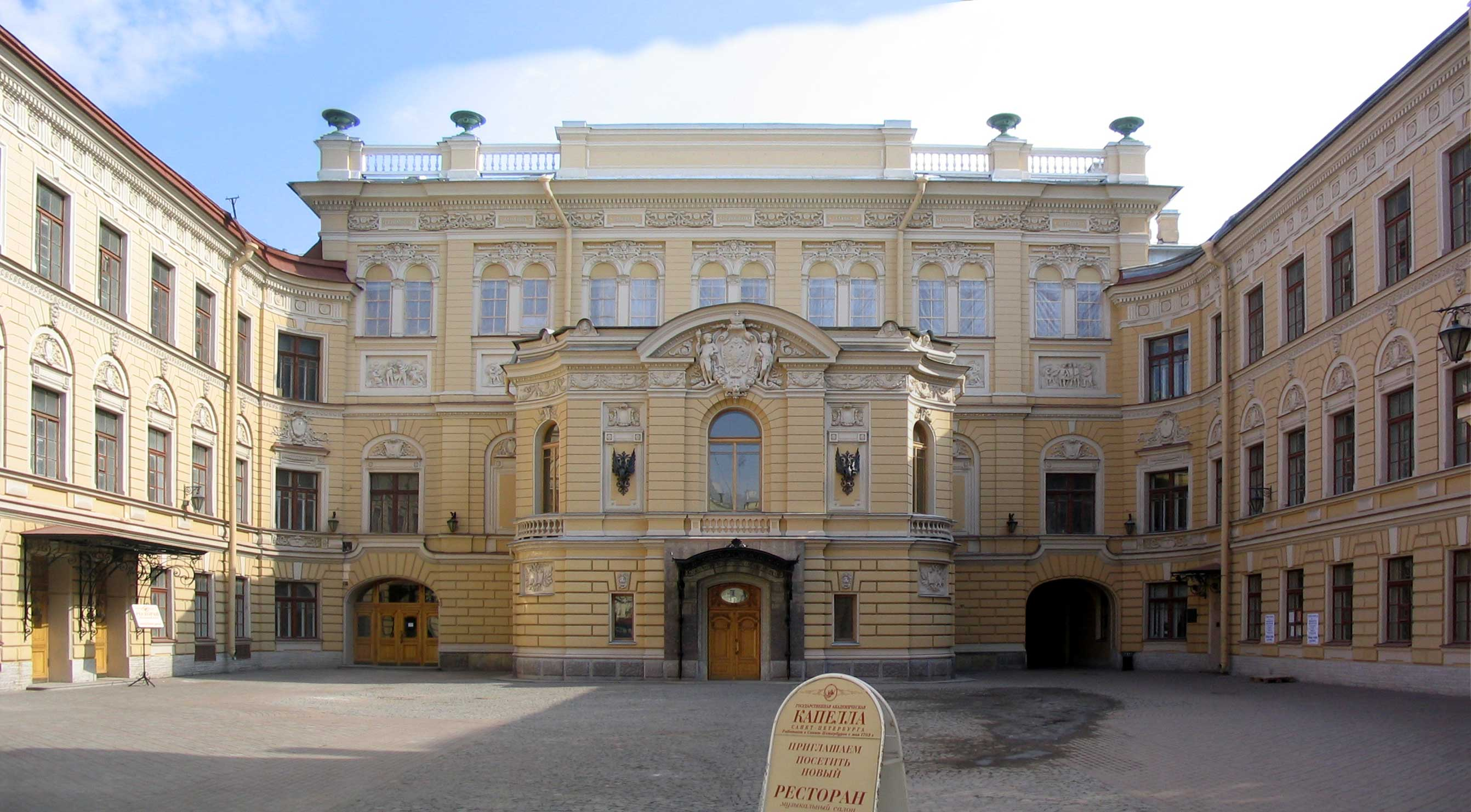
Nhà nguyện tại St.Petersburg.

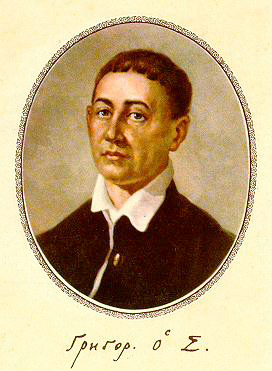
Chân dung Skovoroda (Ґриґор) ký hiệu Σ với chữ ký của ông

### Những năm tháng đầu đời
Skovoroda sinh năm 1722 trong một gia đình nông dân nhỏ người Cossack Ukraine ở làng Chornukhy thuộc sự quản lý của Trung đoàn Lubny thuộc nhà nước hetman Cossack (Năm 1708, lãnh thổ của nhà nước này bị sáp nhập vào tỉnh Kiev, mặc dù vẫn chưa bị giải thể), Đế quốc Nga (nay thuộc tỉnh Poltava, Ukraine). Cha của ông, tức Sava Skovoroda là một người Cossack bình dân, trong thời bình ông làm nghề giết mổ và buôn rượu tại Chornuhy. Sava qua đời vào cuối những năm 1730 hoặc đầu những năm 1740. Pelageya Stepanovna Shang-Giray tức mẹ của ông có quan hệ họ hàng với vị Hãn của người Tatar Krym Şahin Giray  và có một phần tổ tiên đến từ dân tộc này.
Ông theo học tại Học viện Kyiv-Mohyla từ tháng 8/1734. Ở giai đoạn đầu ông học ngữ văn Ukraine và tiếng Ba Lan và dần chuyển sang tiếng Latinh - thứ tiếng đã trở thành ngôn ngữ chính trong các lớp cao hơn. Bên cạnh đó còn có tiếng Slav Giáo hội.
Trong những năm 1735-1738, Skovoroda tiếp tục học văn xuôi và thơ ca bằng tiếng Latinh, đến năm 1739-1740 thì học tiếng Hy Lạp, Đức và Hebrew từ Simon Todorsky, sau đó theo học hai năm tại lớp Triết học gồm các môn biện chứng, logic, đạo đức, vật lý, siêu hình học. Trong lớp này, ông học dưới sự giảng dạy của hiệu trưởng học viện là Mykhailo Kozachynskyi.
Ông đã theo học tại Học viện này trong nhiều mốc thời gian (1734–1741, 1744–1745, 1751–1753) nhưng chưa bao giờ tốt nghiệp.

### Nhà nguyện hoàng gia (1742—1744)
Năm 1741 khi 19 tuổi và chưa hoàn thành khóa triết học, Skovoroda đã vượt qua kỳ thi tuyển chọn có mức cạnh tranh cao để vào nhà nguyện cung đình của nữ hoàng Elizaveta Petrovna và được chú của mình là Ignatiy Poltavtsev đưa từ Kyiv đến Moskva và Sankt-Peterburg để hát trong các nhà nguyện này. Ông đã biểu diễn phần nhạc viola trong các vở opera, thánh lễ và các dịp lễ khác. Đặc biệt, ông đã hát tại lễ đăng quang của nữ hoàng Elizabeth ở Moskva.
Vào cuối tháng 8/1744, cùng với đoàn tùy tùng của nữ hoàng Elizabeth, ông đến Kyiv nơi nữ hoàng đang trên hành trình đi để "thờ phượng các vị thánh của Chúa". Skovoroda đã không trở lại triều đình và từ chức như một vị quan trong triều và trở về Học viện Kyiv-Mohyla để hoàn thành khóa triết học.

### Những chuyến đi xa (1745—1750)
Cuối năm 1745, sau khi hoàn thành việc học triệt tại học viện Kyiv-Mohyla và muốn được khám phá các vùng đất xa xôi để có thể mở rộng tầm nhìn, ông ứng tuyển vào phái đoàn đi Tokaj để nhập rượu cho triều đình Sa hoàng dưới sự dẫn dắt của thiếu tướng Fyodor Stepanovych Vishnevskyi (1682-1749) là người gốc Serbia đến từ Transilvania phục vụ trong quân đội Nga từ năm 1715.
Tất cả các nhà chép sử thế hệ đầu đều cho rằng ông đã gia nhập đoàn với tư cách là phó tế của nhà thờ Chính thống giáo, nhưng theo Leonid Ushlakov, ông rất có thể đã đi đến Hungary như một người bạn đồng hành của viên Thiếu tướng Vishnevsky. Đoàn rời Kyiv vào cuối tháng 8/1745 và đến Tokaj vào 20/9 cùng năm. Bên cạnh Tokaj, Skovoroda cũng đã ghé thăm Pressburg, Buda, Viên và một số thành phố lân cận khác nơi ông được tiếp xúc với giới trí thức tại địa phương. Có những giả định cho rằng ông thậm chí đã đến Đức và Ý song không có bằng chứng cho những tuyên bố này. Cũng như không có bằng chứng cho việc ông đã từng theo học tại Đại học ở Halle. Tại Pressburg, Skovoroda có thể đã tiếp xúc với các ý tưởng của phong trào Sùng tín xuất phát từ Halle và tồn tại trong những cộng đồng theo phái Luther tại địa phương. Cũng có thể Skovorda đã tiếp xúc với những ý tưởng này từ Simon Todorsky, người thầy dạy ngoại ngữ của ông đã từng dạy trong các trường Chính thống giáo trên lãnh thổ Hungary vào những năm 1737-1738. 

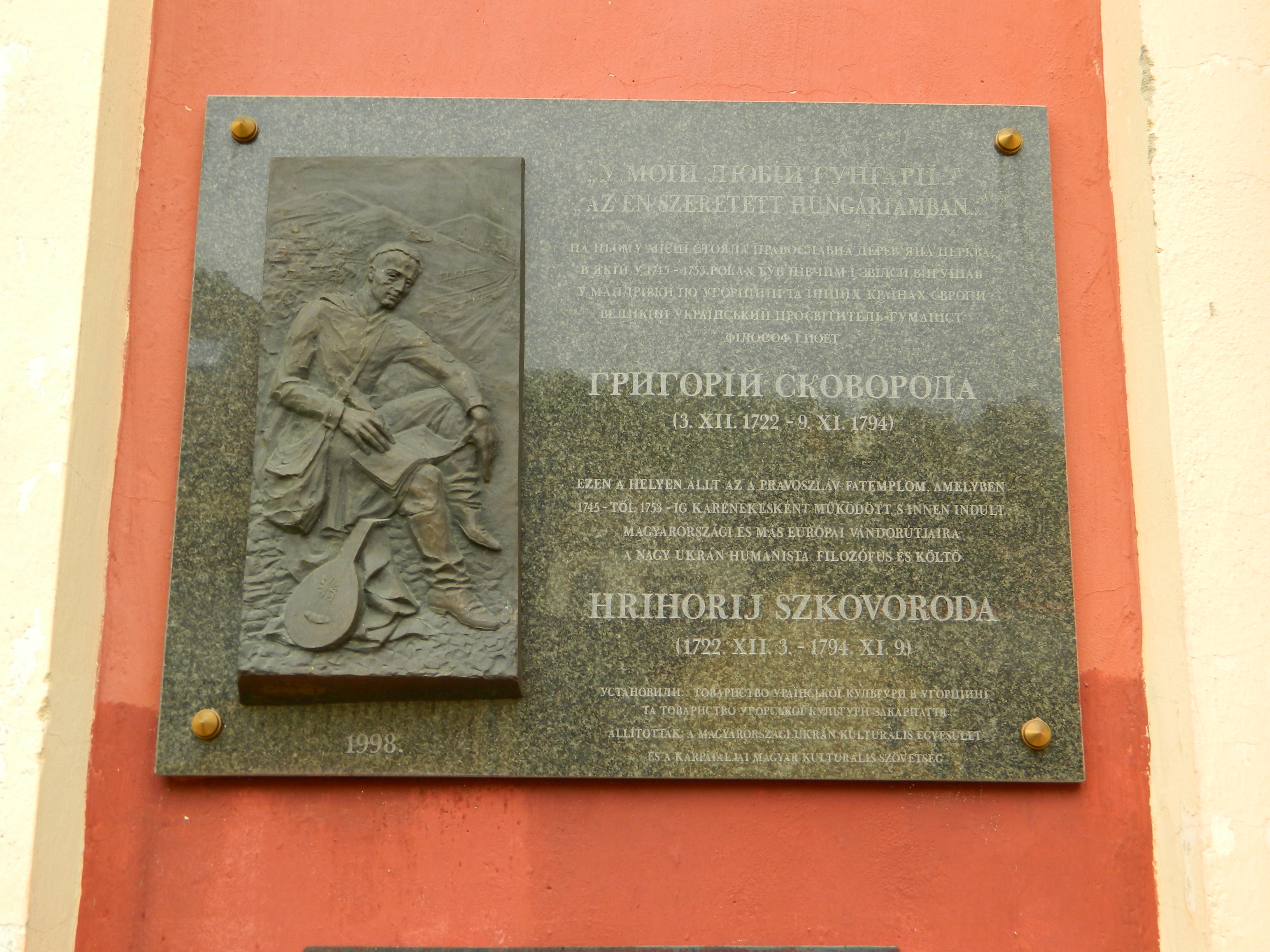
Tấm bia tưởng niệm trên tường nhà thờ Thánh Nicholas tại Tokaj.

Tháng 1/1749, Thiếu tướng Vishevsky qua đời tại Tokaj, con trai ông là Gavril được bổ nhiệm làm người chỉ huy mới cho đoàn. Năm 1750, Skovoroda quyết định trở về Ukraine và đến Kyiv vào ngày 10/10/1750 với một lô rượu. Khi ông trở về quê nhà Chornukhiv, ông nhận ra không còn ai trong gia đình mình còn sống.

### Tại Pereyaslav và Kovray (1750—1759)
Năm 1750-1751, giám mục Pereyaslav Nikodym (Skrebnytskyi) mời Skovoroda đến làm thầy giáo dạy thơ ca tại trường Cao đẳng Pereiaslav mới thành lập và được ông đồng ý. Tuy nhiên sau 3-4 tháng, giữa hai người nảy sinh mâu thuẫn do Skrebnytskyi không hài lòng với phương pháp giảng dạy của Skovoroda và yêu cầu ông phải tuân theo các mô hình cũ. Skovoroda đã từ chối thay đổi các quy tắc về thơ ca do ông viết khiến ông bị thôi việc.
Sau những xích mích, Skovoroda đến sống với một người bạn và có cuộc sống rất khó khăn. Tháng 9/1751, ông tiếp tục học tại Học viện Kyiv-Mohyla vào khoa thần học do nhà thơ, viện trưởng học viện George Konyskyi dẫn đắt với chương trình học 4 năm và được xem tương đương với giáo dục Đại học. Tuy nhiên ông chỉ học tại đây 2 năm. Mùa hè năm 1753, Tổng giám mục Tymofiy Shcherbatskyi của Kyiv nhận yêu cầu từ một người bạn là Stepan Tomara (1719-1794) ở Bunchuk tìm một gia sư để dạy cho con trai cả của Stepan là Vasyl (1746-1819), vị Tổng giám mục đã giới thiệu Skovoroda. Mùa thu năm 1753, Skovoroda đến làng Kovrai (Kavray) thuộc Trung đoàn Pereyaslav, nơi có điền trang của gia đình Tomara để dạy học.

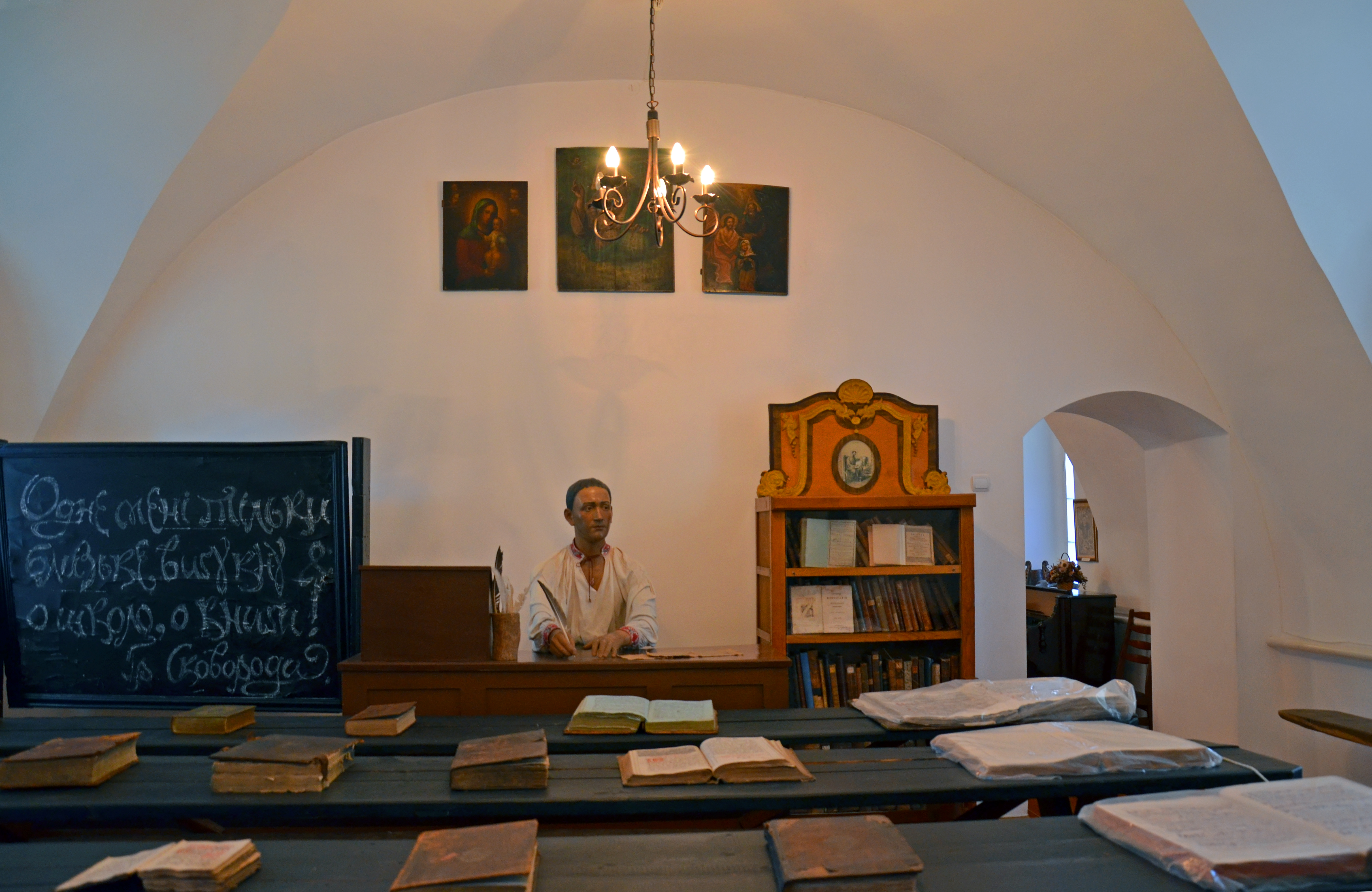
Một trong những lớp học của trường có tượng Skovoroda, hiện là một Bảo tàng.

Skovoroda sống với gia đình Tomara khoảng 6 năm. Mùa thu năm 1754, xảy ra một cuộc xung đột làm gián đoạn việc dạy của Skovoroda trong vài tháng khi cậu học trò Vasyl trả lời sai một câu hỏi khiến Skovoroda nổi nóng và gọi cậu là "đồ đầu heo". Bà Hanna tức mẹ của Vasyl, con gái của Vasyl Kochubey sau khi biết chuyện này đã yêu cầu trừng phạt người gia sư. Tomara không thể từ chối vợ mình và cho Skovoroda thôi việc.
Sau khi Skovoroda đến thăm người bạn của mình là một trong những sĩ quan của Pereyaslav, dưới sự bảo trợ của người này, vào những ngày đầu tháng 1 năm 1755, Skovoroda cùng với linh mục Kaligraf (Vasyl Kryzhanivsky) và Iriney Bratanoving được bổ nhiệm đến Học viện Slavic-Hy Lạp-Latinh, ông đã đến Moskva sau đó đến trung tâm tinh thần của Chính Thống giáo Nga là tu viện Troitse-Sergiyeva Lavra, tại đây ông thống đốc Kyrylo Lyashevetsky là giáo sư thần học tại chủng viện Lavra đã mời Skovoroda làm giảng viên, tuy nhiên ông lại từ chối, có thể do ông không muốn giữ giới tu hành hoặc cũng có thể do ông có "sự ghê tởm không ngừng đối với vùng đất này" (Theo ghi chép của Mykhailo Kovalinsky). Trên đường quay về, Stepan Tomara đã thuyết phục ông quay trở lại giảng dạy cho con trai mình.
Tại Kavrai, Skovoroda đã bắt đầu sáng tác thơ, đặc biệt là tập thơ "Khu vườn của những bài ca Thần thánh".
Vào cuối mùa thu năm 1758, ông trải qua một giấc mơ lạ khi ông thấy từng lớp người trong xã hội với những khiếm khuyết khác nhau về đạo đức. Xem đó là sự mặc khải của Chúa trời, từ đây ông bắt đầu suy ngẫm về lối sống ẩn dật.
Vào mùa hè năm 1759, Skovoroda chính thức rời Kavrai vì người học trò của ông là Vasyl Tomara sắp đi du học tại Zamość và Viên. Người học trò này vẫn giữ sự kính trọng và tình cảm ấm áp giành cho người thầy của mình trong suốt quãng đời còn lại.

### Dạy tại trường Cao đẳng Kharkiv (1759—1762)
Mùa hè năm 1759, Skovoroda nhận lời mời của giám mục Joasaf Mytkevich của Belgorod và Oboyan đến dạy thơ ca tại trường Cao đẳng Kharkiv. Ông rời vùng Hetman và chuyển đến Sloboda nơi ông hết lòng yêu mến. Tại thời điểm đó, trường Cao đẳng Kharkiv là cơ sở giáo dục tiên tiến nhất trên toàn Ukraine, ngoài các môn Khoa học tự nhiên, việc học tiếng Latinh, Hy Lạp, Đức và Pháp cũng được chú trọng nhiều hơn so với ở Học viện Kyiv-Mohyla. Dù Skovoroda đã dạy ở đây rất nhiệt tình nhưng cũng gặp phải một số xung đột. Giám mục Yoasaf Mytkevich đã thuyết phục ông nhận thụ phong và giao việc này cho Gervasiy Yakubovich - thẩm phán của tòa án giáo phận, trụ trì của tu viện Mykolaiv ở Belgorod và là bạn của triết gia đến từ Pereyaslav. Skovoroda đã phản ứng bằng cách đặt câu hỏi: "Anh có muốn tôi gia tăng số lượng ngươi Pharisêu không?". Kết quả là dưới sự thúc giục không ngừng nghỉ của Yakubovich, Skovoroda đã thôi việc giảng dạy.  

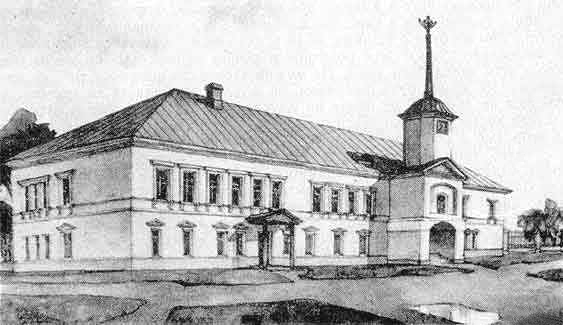
Bức vẽ trường Cao đẳng Kharkiv khoảng năm 1810.

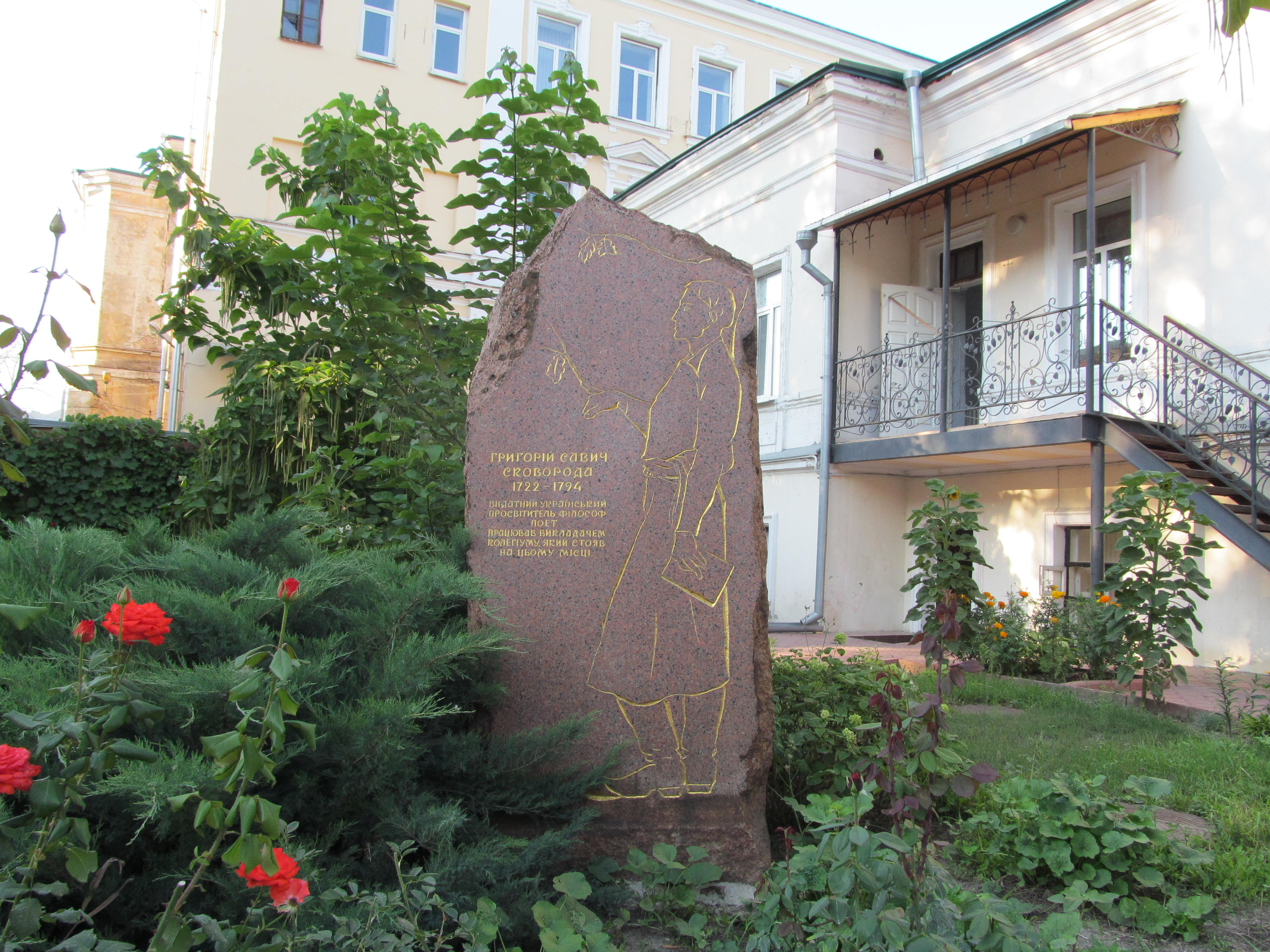
Bia tưởng niệm tại nơi từng là trường Cao đẳng Kharkiv trong khu vục của Tu viện Kharkiv Pokrovsky.

Sau đó, ông chuyển đến sống cùng một người bạn không rõ danh tính ở làng Staritsa, thuộc tu viện Mykolaiv ở Belgorod. Trong những năm 1760-1762, ông sống một mình, suy ngẫm về sự Quan phòng của thiên chúa và sự tự nhận thức.
Mùa xuân năm 1762, Skovoroda đến Kharkiv trong vài tuần, thông qua người bạn của mình là Thượng phẩm Peter Kovalinsky, ông biết đến người cháu tài năng của ông ấy là Mykhailo Kovalinskyi và đến tận trường để làm quen với cậu ấy. Chàng trang trẻ ngay lập tức chiếm được cảm tình của Skovoroda và chính vì lý do đó, Skovoroda đã chấp nhận lời mời của giám mục Joasaf Mytkevich để quay lại giảng dạy tại trường Cao đẳng Kharkiv. ("Sau tất cả, là vì anh, nói thành thật, chỉ vì chính anh, tôi đã rời bỏ sự yên tĩnh dễ chịu của mình, bắt đầu cuộc đời đầy sóng gió," được viết trong bức thư gởi cho Kovalinskyi sau này).
Ngày 1/9/1762, Skovoroda bắt đầu giảng dạy cú pháp, đồng thời cũng giảng dạy tại một khóa tiếng Hy Lạp kéo dài 2 năm. Xung quanh ông đã hình thành nên những nhóm hâm mộ - các sinh viên triết học Yakiv Pravytskyi, Vasyl Bilozerskyi, Mykola Zavodovskyi, chính bản thân Kovalinskyi và người em trai em trai Hryhoriy, một sinh viên ở lớp cú pháp và thậm chí là cậu học trò Yakiv Yenkevich 9 tuổi ở lớp sơ cấp. Họ hay tụ tập tại nhà của Skovoroda, đọc các tác phẩm kinh điển, viết thơ, ca hát, đi dạo ngoài phố và trong các khu vườn. Kovalinskyi lúc đầu không cảm thấy quá gần gũi với Skovoroda ("Yêu mến trái tim ông, nhưng tránh xa trí óc của ông"). Cho đến năm 1763, khi cậu mơ thấy một người thầy có những tia lửa tinh thần lan tỏa khắp nơi. Từ đây họ đã thiết lập một sự kết nối tinh thần sâu sắc, một loại "lãng mạn tinh thần" qua trao đổi thư từ. Trong các bức thư của mình, Skovoroda đã bày tỏ những ý tưởng mà sau này ông phát triển trong các đề tài triết học của mình. Sau cái chết của thầy, Kovalinskyi đã viết phần tiểu sử chi tiết về ông, được nhiều nhà nghiên cứu về các tác phẩm của triết gia này tham khảo. Trong đó, ông viết về lối sống của Skovoroda:
Ông ấy dậy rất sớm, ăn một bữa mỗi ngày, không ăn thịt và cá, luôn vui vẻ, khỏe mạnh, linh hoạt, hài lòng với mọi thứ, tử tế với mọi người, sẵn sàng phụng sự tất cả. Ông tôn trọng và yêu quý những người tốt bất kể địa vị của họ, thăm viếng người bệnh, làm vui lòng những người buồn, chia sẽ những món cuối cùng của mình với những ai không có gì.

Do tình bạn thân thiết với những học trò trẻ tuổi, Skovoroda bắt đầu bị những người khác trong trường chế nhạo. Sau khi Joasaf Mytkevich qua đời, ngày 29/10/1763, Porfiry Kraiskyi được bổ nhiệm làm giám mục Belgorod và Oboyan. Ông này không ưa Skovoroda, khi ông đến Kharkiv để thanh tra vào tháng 11, các giảng viên của trường đã tổ chức một buổi tiếp đón xa hoa nhưng Skovoroda lại vắng mặt ("Đối với một người quý tộc, không có gì khó khăn hơn là một bữa yến tiệc sang trọng, đặc biệt khi những chỗ đầu tiên lại bị chiếm lĩnh bởi những kẻ ngu dốt"). Do các cáo buộc về sự suy đồi đạo đức và dị giáo, Skovoroda đã ngừng gặp gỡ hay viết thư cho Kovalinskyi. Ngày 15/7/1764, Skovoroda rời trường Cao đẳng Kharkiv lần hai. Sang tháng 8, ông và Mykhailo đến Kyiv nơi anh họ của Skovoroda là Ivan Zviryak đang làm việc tại xưởng in của tu viện Kyiv Pechersk Lavra. Tại tu viện này, các linh mục quen biết đã mời Skovoroda trở thành một tu sỹ để làm trụ cột cho Giáo hội và là niềm kiêu hãnh của Chúa. Tuy nhiên ông đã quát rằng "Các ngươi đủ rồi, những cây cột chưa được chế tác, trong đền thờ của Chúa".
Vào đầu năm học mới, Kovalynskyi đã trở lại Kharkiv, vài tháng sau Skovoroda cũng trở lại, sống vùng ngoại ô Kharkiv trong điều kiện không có công việc cụ thể. Trong thời gian này, chính quyến Hetman và sự tự trị của các trung đoàn Sloboda ở Ukraine đã bị giải thể, làm cho nền độc lập của Ukraine tiêu tan nhanh chóng. Tuy nhiên Skovoroda không có phản ứng gì với những sự kiện này. Trong thời kỳ này, ông cũng gần như giã từ việc làm thơ.
Mùa hè năm 1767, khi đang ở tại tu viện Kuryaz với trưởng tu viện Feofan Fedorovsky, Skovoroda đã viết một bức thư cho Kovalinskyi thể hiện một việc bất ngờ và lộn xộn vừa mới xảy ra với bản thân ông. Có một câu chuyện được Izmail Sreznevsky ghi lại, vào năm 1765, khi Skovoroda đang sinh sống tại một trang trại gần Valky. Theo câu chuyện này, con gái của một người Trung tá đã nghỉ hưu tên Olena đang sống gần đó và cũng là người được ông dạy ca hát và làm thơ đã mang lòng yêu một Skovoroda già cỗi đang sống tại một trại nuôi ong. Trong khi triết gia thường thấy bản thân bị kìm nén khi ở cùng các cô gái xinh đẹp, ông dường như đã đáp lại tình cảm của cô này. Tuy nghiên khi đám cưới sắp diễn ra, ông không thể trả lời rằng việc cưới có phải là ý muốn của ông không, và đã bỏ chạy khỏi lễ cưới.
Ngay sau đó, một vị Thống đốc Yevdokym Oleksiiovych Shcherbinin (1728-1783) mới được bổ nhiệm của tỉnh Slobid-Ukraina (giai đoạn 1765-1775) đã mời Skovoroda đến dạy trong các "lớp bổ sung" tại trường Cao đẳng Kharkiv. Để chuẩn bị cho việc này, Skovoroda đã viết bài tiểu luận "Cánh cửa dẫn đến Cuộc đời một Cơ đốc nhân tốt đẹp" vào năm 1766. Tuy nhiên việc mở các lớp bổ sung đã vấp phải sự phản đối từ Porfiry Kraiskiy và chúng chỉ bắt đầu hoạt động từ tháng 2/1768. Thực tế đây là một cơ sở độc lập để giáo dục cho con em giới quý tộc. Vào ngày Kraiskyi qua đời tức ngày 7 tháng 7 năm 1768, Skovoroda đã đệ đơn xin được làm giáo viên dạy môn giáo lý vấn đáp.
Tuy nhiên, vào tháng 12 năm 1768, Samuel Myslavsky bạn học của Skovoroda trong lớp thần học tại Học viện Kyiv-Mohyla, đã được bổ nhiệm làm giám mục Belgorod và Oboyan, đã phẫn nộ vì một người thế tục như Skovoroda lại được giảng dạy giáo lý và ông cũng không hài lòng với một số phần trong luận văn của Skovoroda chẳng hạn như sự thiếu kính trọng đối với các nghi lễ. Dẫn đến việc Skovoroda đã từ chức vào khoảng tháng 4 năm 1769, vĩnh viễn từ bỏ nghề giáo.
Skovoroda còn là một nhà soạn nhạc thánh ca với một số bài hát theo lời của chính ông. Một số đã trở thành một phần của dân ca Ukraine. Nhiều bài mang tính triết học do ông sáng tác được người đời gọi là "thánh vịnh Skovorodskie" thường được biểu diễn bởi các nhạc công mù lang bạt chuyên hát dân ca được gọi là kobzars. Bên cạnh đó, ông cũng được cho là thành thạo các nhạc cụ sáo, torban và kobza.

## Những tháng ngày lang bạt
Kể từ giai đoạn này, Skovoroda đã chọn cho mình một lối sống hành khất lang thang. Cuộc hành trình này kéo dài khoảng một phần tư thế kỷ, kéo dài đến tận khi ông qua đời. Giai đoạn này là một cuộc đời đầy phiêu lưu được tạo nên nhiều câu chuyện và huyền thoại. Trong suốt cuộc hành trình này, triết gia đã không bao giờ tách mình khỏi quyền Kinh Thánh, cây sáo và các tác phẩm của mình. Tiếng tăm của ông đã lan rộng nhanh chóng, nhiều cá nhân đã biết đến và mong muốn được gặp gỡ cũng như trò chuyện với ông, xem ông là hiện thân của chân lý vĩ đại.
Sau khi rời khỏi trường Cao đẳng Kharkiv, Skovoroda đến sống tại một trang trại nuôi ong trên bờ sông Lopan trong khu rừng Guzhvin cách Kharkiv khoảng 10 dặm. Khu rừng này thuộc sở hữu của Vasyl Zemborskyi, một sĩ quan đã nghỉ hưu. Ông này là cha của một trong các học trò tại các lớp bổ sung dành cho con em quý tộc tại trường Cao đẳng Kharkiv. Tại đây Skovoroda đã bắt đầu viết các câu chuyện ngụ ngôn triết học, sau này được gom lại thành tập "Ngụ ngôn Kharkiv", là bộ truyện ngụ ngôn đầu tiên trong văn học Ukraine. Ông cũng sáng tác các cuộc đối thoại triết học như "Нарцис. Разглаголъ о томъ: Узнай себя (Tạm dịch: Narcissus. Đoạn hội thoại về: Hiều biết chính mình)" dựa trên bài thơ Metamorphoses của Ovidius và quyển "Симфонія, названа Книга Аскханъ, про самопізнання (Tạm dịch: Bản giao hưởng. Mang tên sách Akskhan, về sự tự nhận thức)" dựa trên sách Joshua. Skovoroda cũng viết thơ, nhạc và truyện ngụ ngôn bằng tiếng Ukraine và Latinh, trong khi các đoạn đối thoại triết học được viết bằng hỗn hợp của tiếng Nga-Ukraine-Slav Giáo hội.
Từ khu rừng Guzhvinskyi, Skovoroda đã đến thăm ngôi làng Babai tại Kharkiv nơi có người học trò cũ Yakiv Pravytskyi của ông tại trường Cao đẳng Kharkiv đang làm linh mục. Tại Babai, Skovoroda đã có thêm nhóm gồm nhiều bạn bè là những linh mục từ các giáo xứ lân cận, bạn bè của Yakiv. Có thể người trưởng làng Petro Shcherbynin cũng đã thuộc nhóm này. Ông này là họ hàng của thống đốc Sloboda là Yevdokym Shcherbynin và sau này là thống đốc đầu tiên của khu vực hành chính Kharkiv (1780-1783). Tại đây, Skovoroda cũng được gặp Oleksiy Yuriyovych Soshalskyi, một người già neo đơn có học thức, cũng độc đáo như Skovoroda, là trưởng làng Husynka.
Từ năm 1770, ông thường ở với Oleksiy Soshalskyi trong trang trại nuôi ong trong rừng vào mùa hè và khu dinh thự vào mùa đông. Từng giao lưu với các em trai của Oleksiy là Osyp và George. Tháng 5/1770, cùng với Soshalskyi, Skovoroda đã đến Kyiv ở lại nhà họ hàng của ông là Yustin (Ivan) Zviryaka lúc này đang là bậc trưởng lão tại khu vực Chinasiv. Skovoroda đã ở lại đây trong 3 tháng. Vào tháng 8, một biến cố lạ kỳ đã diễn ra khi ông cảm thấy bất an và muốn rời khỏi Kyiv để trở về Kharkiv. Yustin đã thuyết phục ông ở lại nhưng Skovoroda không nghe theo, ông đã đến thăm gia đình của Soshalskyi lúc này đang sống tại Podil. Khi đang xuống núi ở vị trí không xa nhà thờ St.Andrew (Kyiv), một thế lực vô hình đã khiến ông phải trở lại. Ông đã đi quay lại trên một quãng đường dài nhưng khi quyết định đổi ý thì có một thế lực vô hình dường như đã khiến ông phải quay lại lần nữa. Dù vậy, ông đã lấy hết can đảm và đi xuống con dốc Andriiiivsky và nhận ra mùi hôi thối của rất nhiều tử thi nên phải quay trở về kể với Soshalskyi là phải nhanh chóng chuẩn bị rời khỏi Kyiv trước khi nạn dịch hạch tràn đến đây nhưng không ai tin. Ngày 3/9/1770, dịch hạch bùng phát ở Kyiv. Nạn dịch này bắt đầu ở Wallachia hoặc Moldova trong hàng ngũ quân đội Thổ Nhĩ Kỳ và lan đến đây sau khi cuộc chiến tranh Nga – Thổ bùng phát. Trong 3 tháng, ở Kyiv đã có 6000 người chết. Cuối tháng 8/1771, căn bệnh đã lan đến Moskva.
Sau khi vội vàng rời khỏi Kyiv, Skovoroda đã đến một tu viện gần làng Chernechchyna, cách Okhtyrka 4 dặm chỉ trong 2 tuần. Tại đây, ông nhận được tin dịch bệnh đã lan đến Kyiv và một ngày trong khu vườn của tu viện, ông đã trải qua một cảm giác thần trí hôn mê:
Khi tôi thức dậy vào sáng sớm, tâm trí và cảm xúc tôi tràn đầy sự tôn kính và biết ơn Chúa trời, tôi ra vườn đi dạo. Cảm nhận được trong trái tim mình là một loại xúc cảm thoải mái, tự do, vui sướng và những hy vọng đã hoàn thành. Khi tôi thả trôi ý chí và khát vọng của mình theo luồng cảm giác này, tôi nhận ra những thay đổi kỳ diệu trong thân xác, làm trong tôi tràn đầy một thứ sức mạnh không giải thích được. Trong khoảnh khắc, như một cơn mưa ngọt ngào tràn vào tâm hồn tôi, và từ đó, toàn bộ nội tại của tôi cháy bùng như lửa. Như có một dòng điện lửa cuộn trào trong mạch máu. Tôi không còn đi bộ, mà bắt đầu chạy, như thể có gì đó đang nâng đỡ tôi, tôi không còn cảm thấy tay hay chân của mình nữa, như thể tôi được tạo thành từ ngọn lửa xoay vòng. Thế giới này biến mất khỏi tầm mắt tôi. Chỉ còn cảm giác yêu thương, từ bi, thanh bình và vĩnh cửu làm cho sự tồn tại của tôi thêm sống động. Nước mắt tuôn ra thành những dòng suối và loang ra như những giai điệu rung động trong cơ thể. Tôi đi vào bên trong chính mình, như thể tôi cảm nhận được sự chắc chắn tình yêu của người con (với Chúa), và từ thời điểm này, tôi dâng hiến thân này cho việc phục tùng Ngài.— Trong một bức thư gởi cho Kovalinskyi

Skovoroda cho rằng trạng thái khai sáng thần bí này là sự gần gũi của ông với Chúa - đến thời điểm này, con tim ông đã thờ phụng Chúa như bề tôi đích thực, nó yêu quý Ngài như người bạn chân thành nhất.
Đầu năm 1772, Skovoroda đến Ostrogozk theo lời mời của vị Đại tá về hưu Stepan Ivanovich Tevyashov (1718-1790), người đang muốn được học hỏi thêm từ ông. Tổ tiên của Tevyashov xuất thân từ giới quý tộc của Kim Trướng Hãn quốc, được rửa tội ở Thân vương quốc Moskva vào thời của Dmitry Donskoy và được phong quý tộc. Stepan Tevyashov được bổ nhiệm làm Đại tá Kharkiv (1734-1757) và là một trong những đại tá cuối cùng của Trung đoàn Ostrogozka (1757-1763). Skovoroda sống trong vài tháng vào năm 1772 tại điền trang của Đại tá ở Ostrogozka. Tại đây, một nhóm triết học được hình thành xung quanh ông bao gồm: Stepan và con trai ông là Volodymyr (1747-khoảng năm 1810), một quan chức nhỏ tại địa phuơng, thư ký hội đồng Opanas Pankov và người quý tộc Yakiv Dolganskyi (1731-?) là một đại diện của vị lãnh chúa người Cossack trước đây mà Skovoroda gọi là một "họa sỹ". Dựa trên những cuộc trò chuyện triết học với họ suốt mùa xuân và hè năm 1772, Skovoroda đã viết 6 bài đối thoại triết học: "Đối thoại 1...", "Đối thoại 2...", "Đối thoại về thế giới cổ đại", "Cuộc trò chuyện của năm du khách về hạnh phúc thực sự trong cuộc sống", "Chiếc nhẫn", "Cuộc trò chuyện, được gọi là công thức căn bản hoặc giáo trình về hòa bình" là các tác phẩm xuất sắc nhất trong số đó. Trong tác phẩm "Đối thoại 1...", ông đã tự giới thiệu bản thân mình, Pankov và Dolgansky theo tên thật của họ dưới dạng các nhân vật trong tác phẩm.
Từ Tevyashov, Skovoroda đã đến thăm Yakov Pravytskyi tại Babai.
Vào thời điểm này, Mykhailo Kovalynskyi lúc này đang là gia sư cho gia đình của cựu Hetman - Kyril Razumovskyi, đã đi cùng các con trai của ông ấy là Lev và Grigory đến Göttingen và Lyon. Đầu năm 1773, họ đến Lausanne và ở lại hơn nửa năm. Tại đây, Kovalynskyi đã gặp được nhà thần học và nhà tự nhiên học Jean-Pierre-Daniel Meingard (1694-1776) và giành một thời gian đến ở tại nhà của ông. Meingard rất tương đồng với Skovoroda về ngoại hình, tính cách, hành vi lẫn cách suy nghĩ. Năm 1775 Kovalynskyi đã đến gặp Skovoroda và kể cho ông nghe về Meingard, điều này đã gây ấn tượng lớn với Skovoroda. Ông đã xem Meingard như phân thân của mình và thậm chí còn ký tên tác phẩm của mình bằng cái tên thứ hai "Daniel Meingard".
Trong những ngày sau đó, Skovoroda đã nhiều lần đếm thăm Oleksiy Soshalskyi ở Husyntsi, công tố viên Peter Piskunivskyi ở Kharkiv, Yakov Donets-Zakharzhevskyi ở Veliky Burluka, sau đó đến Valki, Izyum, Kupiansk, Liptsi, Monachynivtsi và Okhtyrtsi. Ông được cả giới bình dân và quý tộc kính trọng, mời đến ở cùng với họ nhưng ông từ chối. Tháng 9 năm 1782, Mykhailo Kovalynskyi, lúc đó đang là Viện trưởng Viện Giáo dục Moscow, đã viết:
Tôi rất muốn mua một nơi nào đó ở Ukraine cho riêng mình... Nếu khả thi, thì tôi sẽ rời bỏ mọi thứ và mời anh đến sống cùng tôi trong phần đời còn lại.

Có chuyện kể rằng chính nữ hoàng Catherine II, người đã nghe danh Skovoroda đã gửi cho ông lời mời đến làm triết gia cung đình thông qua công tước Potemkin. Nhận được lời mời này, Skovoroda khi ấy đang ngồi bên lề đường với cây sáo và cho cừu ăn tại trang trại của người chủ nơi ông đang sống, ông đã đáp lại rằng:
Nói với Nữ hoàng bệ hạ rằng tôi sẽ không rời bỏ quê hương mình: một ống sáo và một con cừu với tôi quý giá hơn là một vương miện hoàng gia

Mykhailo Kovalynskyi cũng chép lại điều tương tự:
Khi Skovoroda viết về vùng đất của mình, ông đôi khi sử dụng tiếng Ukraina và lối viết phản ánh cách phát âm của người Ukraina. Ông luôn yêu quý tiếng mẹ đẻ của mình. Ông rất yêu quê hương mình, đất nước Ukraine yêu dấu của ông, và khi ông ở nước ngoài, ông luôn muốn trở về đó càng sớm càng tốt và muốn được chết đó. Ông thể hiện điều này ở nhiều phần trong các tác phẩm của mình. "Mọi người phải nhận ra dân tộc của mình và bản thân mình trong dân tộc đó."

Những khoảng thời gian cuối cùng là giai đoạn ông làm nên những tác phẩm triết học vĩ đại. Ông tiếp tục viết về lĩnh vực thế mạnh của mình là thơ ca và viết thư bằng tiếng Slav Giáo hội, Hy Lạp và Latinh. Ông cũng tiến hành biên dịch một số tác phẩm từ tiếng Latinh sang tiếng Nga.
Trong năm cuối cùng của cuộc đời, Skovoroda sống tại làng Pan-Ivanivka trong nhà của người bạn Andriy Ivanovich Kovalivskyi, ông này là cha dượng của Vasyl Karazyn, người sáng lập nên Đại học Kharkiv sau này. Vào thời điểm đó, sau khi bị thất sủng sau cái chết của người bảo trợ cho ông là Hoàng tử Potemkin, Mykhailo Kovalynsky đã sống tại điền trang Hotetovo, cách Oryol 25 dặm về phía nam. Sau 19 năm xa cách, Skovoroda già nua quyết định đến thăm ông, bất chấp khoảng cách xa xôi, thời tiết xấu và sự ghét bỏ của ông đối với vùng đất này. Ông mang theo các tác phẩm của mình đến cho Kovalynskyi và ở cùng ông trong ba tuần. Ngày 26 tháng 8 năm 1794, ông bắt đầu hành trình trở về "với Ukraine thân yêu, nơi ông đã sống cho đến hiện tại và muốn được chết ở đó." Do trời mưa to, ông phải ở lại ở Kursk một thời gian tại Tu viện Znamyan, nơi ông được trưởng tu viện Ambrose Gynovsky chào đón. Có vẻ như Skovoroda vẫn có ý định đến thăm Gusynka, nhưng do sức khỏe đang ngày càng suy giảm, ông trở về Pan-Ivanivka để sống tại đây thêm một tháng nữa.

## Ngôn ngữ
| “ | Thế giới cố gắng tóm lấy tôi, nhưng nó đã thất bại. | ” |

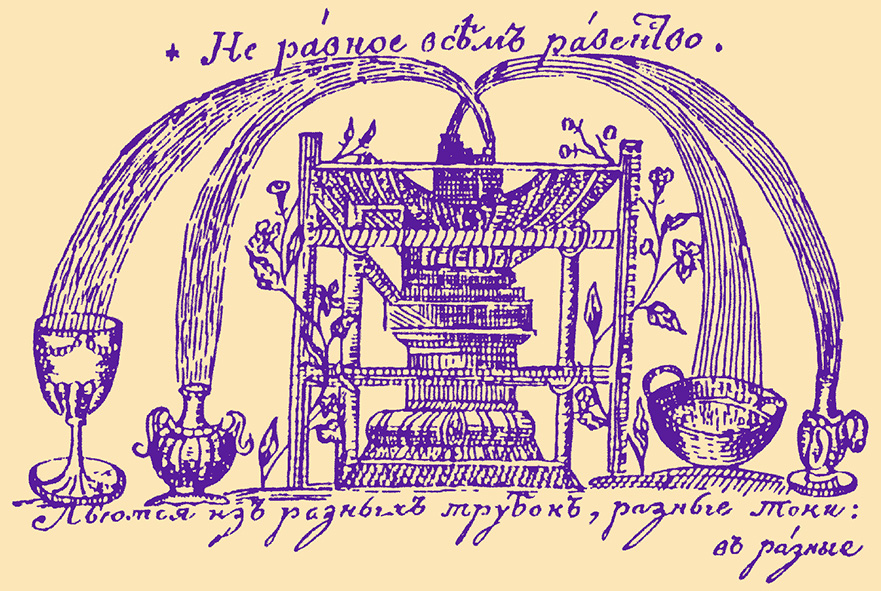
Hình ảnh minh họa khái niệm "Bất bình đẳng với mọi bình đẳng" của Skovorada

Đã có nhiều tranh luận về ngôn ngữ mà Skovoroda đã sử dụng trong các tác phẩm của mình. Skovoroda viết một dạng tiếng Ukraine có phần hơi khác biệt so với phương ngữ tiếng Ukraina tại địa phương . Do ông là một học giả từng theo học tại một cơ sở thờ tự chịu nhiều ảnh hưởng từ các dạng của tiếng Slav Giáo hội mặc dù nền tảng ngôn ngữ viết của ông là xuất phát từ tiếng Ukraina.
Ngoài ngôn ngữ viết bằng tiếng Ukraina, Skovoroda còn được cho là có thể nói và viết bằng tiếng Hy Lạp, Latinh, Đức và Hebrew. Các yếu tố ngoại ngữ khác tiếng Ukraina trong thơ ca của ông cũng đã được phân tích nhiều lần. Trong một bài phân tích về ngôn ngữ và văn phong của Skovoroda, nhà ngôn ngữ học hệ Slavic George Shevelov có thể đã suy luận rằng ngoài tiếng Ukraina, các tác phẩm của ông còn có khoảng 7,8% từ vựng tiếng Nga; 7,7% từ vựng không phải hệ Slavic và 27,6% từ vựng tiếng Slav Giáo hội là một biến thể được sử dụng trong Kinh thánh Thượng hội đồng năm 1751. Tuy nhiên, văn xuôi của Skovoroda có hàm lượng từ vựng khác tiếng Ukraina cao hơn: 36,7% tiếng Slav Giáo hội; 4,7% các ngôn ngữ châu Âu không phải hệ Slavic và 9,7% tiếng Nga.
George Y. Shevelov đã từng viết một bài tổng kết nhằm xóa bỏ những luận điệu vô căn cứ và đặt nền móng cho việc nghiên cứu nghiêm túc và công bằng về phong cách sáng tác và ngôn ngữ của Skovoroda. Một lầm tưởng phổ biến tôn Skovoroda như một “triết gia của nhân dân” hay một nhà tư tưởng đại diện cho giai cấp nông dân, Shevelov cho rằng ông là con người thuộc về và phụ thuộc vào tầng lớp trí thức ở Sloboda Ukraina. Ông nhấn mạnh rằng “ngôn ngữ của Skovoroda, khi được bỏ đi các đặc trưng mang tính kinh thánh và giáo hội, chính trị và cá nhân, về cơ bản, là một biến thể mang tên Slobožanščyna của tiếng Nga chuẩn, được sử dụng bởi tầng lớp trí thức", được chứng thực bằng lượng nhỏ các bức thư cá nhân còn tồn tại mà không phải viết bằng tiếng Latinh hoặc  Hy Lạp.
Dan Chopyk đã miêu tả đặc điểm ngôn ngữ viết trong các tác phẩm truyện ngụ ngôn của Skovoroda là mang tính hỗn hợp: "Truyện ngụ ngôn của ông, được viết bằng tiếng hỗn hợp Nga-Ukraine-Slav Giáo hội, theo Gorkij và Tolstoy, rất hiệu quả và xét theo số lượng bản sao còn tồn tại, đều được giới quý tộc và bình dân ưa thích." 

## Quan điểm

### Quan điểm chung
Skovoroda xem trường phái Alexandria là một mô hình cho thần học. Cá nhân ông rất kính trọng các triết gia La Mã như Seneca và Marcus Aurelius.
Theo một số nhà nghiên cứu, quan điểm triết học của ông rất gần gũi với thuyết phiếm thần. Khá giống với Spinoza, ông định nghĩa Thượng đế ("Thực thể tối cao") và "Người mẹ của thiên nhiên vũ trụ" là cùng một thực thể. Trong trường hợp này, "thiên nhiên" là một từ La Mã đồng nghĩa với các từ: "bản chất" hoặc "tự nhiên", và trong tổng thể nó cũng được gọi là "thế giới". Thế giới này không có khởi đầu, có thể hình dung qua biểu tượng một con rắn cuộn tròn tự cắn lấy đuôi của mình. Nếu con rắn này chính là thế giới thì thế giới này chính là Thượng đế, và bản thân con rắn (thế giới) ấy nhận thức được rằng mình là Thượng đế. Bản chất này có trong mình khao khát và khao khát sinh ra hành động. Tạo nên vòng tròn những tồn tại và hành động kéo dài vô tận trong thế giới.
Skovoroda có quan điểm khá khoan dung với ngoại giáo, ông cho rằng đây là một bước chuẩn bị trước khi con người chấp nhận Chúa Kitô (Do đó các đền thờ ngoại giáo cũng là những đền thờ truyền đạt lời dạy của Chúa). Trong mối quan hệ với tôn giáo, ông từng đề xuất một con đường trung đạo nằm giữa hai thái cực cần phải tránh xa: "ngọn đồi của sự phủ nhận hoàn toàn sự tồn tại của bất kỳ thần thánh nào" và "vùng đầm lầy nhơ nhớp của những mê tín điên cuồng và nô lệ".
Cho rằng vũ trụ gồm 3 thế giới: Thế giới vĩ mô (vũ trụ), thế giới vi mô (con người) và phần "thế giới tượng trưng" kết nối hai thế giới đó, các thế giới này tự phản ánh mình trong chính chúng. Mỗi thế giới mang hai bản chất: hữu hình (tạo tác) và vô hình (thần thánh), xác thịt và tinh thần.
Skovoroda đã giành nhiều sự chú ý không chỉ với truyền thống Kitô giáo mà còn cho các di sản cổ đại, đặc biệt là các ý tưởng của chủ nghĩa Platon và chủ nghĩa khắc kỷ. Các nhà nghiên cứu tìm thấy trong triết học của Skovoroda cả những đặc trưng của cả chủ nghĩa thần bí và chủ nghĩa duy lý. Skovoroda thường được gọi là triết gia đầu tiên của Đế quốc Nga. Do cách sống có phần khác thường của ông và việc rất nhiều trong số các tác phẩm của ông tồn tại dưới dạng các cuộc hội thoại với bạn bè, ngày nay ông thường được gọi là "Sokrates của Ukraine" hoặc "Sokrates của Nga".

### Vấn đề về con người
Trong các tác phẩm của Skovoroda, vấn đề về tự nhận thức chiếm vị trí trung tâm, điều này đặt ra câu hỏi về bản chất con người. Phù hợp với câu châm ngôn "con người là thước đo của vạn vật" của Protagoras, Skovoroda đi đến quan niệm rằng: "Tuy nhiên, con người là khởi đầu và kết thúc của mọi thứ, của mọi tư duy và triết học, hoàn toàn không phải là phần người vật lý hay phần người mà ta trải nghiệm được, mà là phần người nội tâm, vĩnh cửu, bất tử và thần thánh."
Để thấu hiểu được phần người nội tâm, con người phải trải qua đoạn đường khó khăn, lấp đầy bởi "đấu tranh và đau khổ". Theo Skovoroda, con đường này giúp con người tách biệt được trí óc của mình khỏi những hư danh thế tục, thoát khỏi những hiểu biết về thế giới bên ngoài (thế giới của tri thức thực tế) và phải lấp đầy bằng thế giới tượng hình và tượng trưng, nơi sự tượng trưng đó phải tương đồng với cuộc sống nội tâm và ý nghĩa vĩnh hằng của sự tồn tại. Là một nhà tư tưởng Kitô giáo, ông nhận ra trong Kinh Thánh có một biểu tượng như vậy khi tư tưởng của con người "được biến thành con mắt của Đấng Toàn năng". Bản thân ông cho rằng biểu tượng này chính là "dấu chân của Chúa". Đi theo dấu chân đó, con người đạt đến sự hiểu biết về bản thân như là phần người nội tâm, trong đó "phần người thật sự và Chúa trời chính là một". Những trải nghiệm tự nhận thức của Skovoroda do đó gần gủi với tinh thần của chủ nghĩa thần bí Rhineland (Meister Eckhart và Theodoric xứ Freiberg) và triết học thần học Đức trong thời kỳ kháng cách (Jakob Böhme và Angelus Silesius) - những tư tưởng đã len lõi vào Đế quốc Nga vào thế kỷ 17 qua sự định cư của người Đức và đại diện đầu tiên của những quan điểm này trên miền đất Chính thống giáo là Dmitry Tveritinov.

### Học thuyết ba thế giới
Theo Skovoroda, mọi vật tồn tại trên đời đều bao gồm 3 thế giới
Thế giới đầu tiên là không gian sinh sống chung của vạn vật, nơi mọi thứ được sinh ra cư ngụ. Đây là thế giới rộng lớn, cấu thành từ vô số các thế giới nhỏ. Hai thế giới còn lại là thế giới đặc thù và nhỏ. Thế giới thứ nhất là là thế giới vi mô, tức con người. Thế giới còn lại là thế giới tượng trưng, hay còn gọi là Kinh Thánh.

Nhiệm vụ của loài người là phải thấu hiểu cơ sở của trí tuệ của mỗi trong ba thế giới thông qua bản chất hữu hình của sự tồn tại.

### Học thuyết hai bản chất, hai trái tim
Skovoroda đã đề xuất khái niệm về hai "bản chất" vĩnh cữu. Nhiệm vụ của con người là nhìn từ bản chất hữu hình tức là bản chất mà con người cảm nhận để thấy được bản chất vô hình tức là bản chất thiên liêng, là "khởi nguyên vô thủy". Con người ban đầu biết về bản chất vô hình này, bị cuốn hút bởi những cám dỗ từ bề ngoài giả dối, làm mất đi sự kết nối với Chúa trời. Trong tác phẩm hội thoại "Narcissus", Skovoroda đã phát triển khái niệm về hai trái tim: trái tim bên ngoài (xác thịt, thế tục còn được ông gọi là "Quả tim tro") và trái tim bên trong, vượt qua thử thách sẽ lộ ra hình hài của Chúa trong chính mình, tức là đã "tự nhận thức" được mình.

### Học thuyết về sự tương thích
Một khái niệm đặc biệt trong triết học của Skovoroda là vấn đề về sự tương thích khi con người theo đuổi bản chất của chính mình. Theo Skovoroda, những người đã nhận ra sự tương thích (thế mạnh của bản thân) sẽ tạo thành một "vườn cây ăn quả phong phú", một cộng đồng của những con người hài hòa kết nối với nhau như "các bộ phận của một chiếc đồng hồ" thông qua sự tham gia vào các công việc tương thích với chính mình (tương thích với nghề chữa bệnh, hội họa, kiến trúc, nông nghiệp, quân sự, thần học,...). Trong lý thuyết về sự tương thích và không tương thích, Skovoroda đã diễn giải lại một số ý niệm triết học cổ đại theo tinh thần Kitô giáo: con người là thước đo của vạn vật (Protagoras), sự thăng hoa của con người trước cái đẹp (Eros trong Plato), sống hòa hợp với thiên nhiên (Khắc kỷ La Mã). Mỗi người đều có "sự tương thích" hoặc như ông viết: "trạng thái" của riêng mình. Những quan điểm này của ông sau này đã ảnh hưởng đến những người theo chủ nghĩa Slavophilia (chủ nghĩa dân tộc Slav cuồng nhiệt).

### Bài toán đi tìm chân lý
Trong tác phẩm "Cuộc hội thoại về sự Khôn ngoan", dựa trên sách Châm Ngôn của Vua Solomon, Skovoroda đã diễn tả cuộc đối thoại giữa một kẻ khổ sở đang đi tìm chân lý và một Sophia-Khôn ngoan. Sophia đã tự giới thiệu mình như sau:
Người Hy Lạp gọi tôi là Sophia vào thời cổ đại
Và những người Nga gọi tôi là Khôn ngoan
Nhưng người La Mã đã gọi tôi là Minerva
Và người Kitô hữu tốt lành đã đặt tên tôi là Christ (Chúa)

Người đàn ông, sau khi hỏi Sophia, nhận ra rằng bà có một người chị em:
Bà có trăm tên gọi. Nhưng mà
Bà là điều vô lý với người Nga

Người đàn ông đã hỏi Sophia về phong tục và quan niệm của người Trung Hoa, nhưng Sophia bảo ông rằng nhưng câu hỏi như vậy là vô nghĩa. Người đàn ông đã cáo buộc rằng Sophia đang nói dối và ẩn dưới lớp cải trang của Sophia-Khôn ngoan là người chị em quỷ quyệt xảo trá của bà. Người đọc ban đầu sẽ bị thu hút bởi một bí ẩn chưa được giải quyết, rằng liệu Sophia thực sự có xuất hiện trong cuộc hội thoại với người con của Thượng đế, hay bà không hề tồn tại.
Bằng cách này, Skovoroda đã tiết lộ bản chất khó nắm bắt của sự thật vô thủy mà việc tìm kiếm nó gắn liền với hành trình tự nhận thức. "Cuộc đối thoại về sự Khôn ngoan" dường như đã là một tác phẩm quan trọng cho sự phát triển của trường phái Sophiology trong lịch sử triết học tôn giáo Nga và trước hết là triết học của Vladimir Solovyov.

### Chủ đề về tình bạn
Skovoroda cho rằng tình bạn là cội nguồn của niềm vui từ đó tạo ra sức khỏe tinh thần. Tuy nhiên, người nên chọn bạn cẩn thận, tránh xa những kẻ xu nịnh hoặc người không ngay thẳng bởi những kẻ đó sẽ dẫn ta vào những hành vi thái quá, cám dỗ họ bằng những bảo đảm rằng mọi thứ đều trong sạch với những người trong sạch, trong những trường hợp như vậy, người cần kiên quyết vượt qua những ngại ngần mà từ chối dứt khoát, và trong tương lai, nên đoạn tuyệt giao tiếp với những người như vậy. Nếu "chúng ta cứ giữ mối quan hệ với những người tuy cơ thể khỏe mạnh nhưng tâm trí bão hòa và thương tổn với những học thuyết độc hại," người sẽ có nguy cơ rơi vào tình trạng như họ.

### Thái độ với cuộc sống
Trong một trong những là thư của mình, Skovoroda kể về một cuộc gặp với một tu sỹ người đã:
bị hành hạ bởi con quỷ của phiền muộn, cũng được gọi là con quỷ của nỗi u sầu. (…) Đưa ra lời khuyên cho vị này, người gần như đã đánh mất chính mình. (…) Điều rất quan trọng là người giao thiệp hàng ngày với ai và lắng nghe từ ai. Bởi khi chúng ta lắng nghe, chúng ta hấp thu tinh thần của họ.

Câu chuyện này có tính hướng dẫn cao bởi chính Skovoroda cũng thừa nhận rằng đôi khi ông cũng ngập tràn trong phiền muộn, từ đó nêu lên cách ông vượt qua nó, trong một cơn mơ, ông đã cầu nguyện với Chúa trời tìm kiếm sự giúp đỡ:
Nếu Chúa có mặt ở muôn nơi, nếu Ngài hiện diện cả bên trong những mảnh vỡ này (Skovoroda nhặt một mảnh vỡ từ dưới đất lên), thì sao người lại tìm kiếm sự an ủi ở nơi khác thay vì trong chình bản thân mình? Sau tất cả, bản thân người mới chính là điều tuyệt vời nhất trong tất cả tạo vật.

Không như nhiều triết gia khác, Skovoroda không tách biệt hai phần tâm hồn và thể xác, rằng con người là sự kết hợp của cả hai và do đó cần phải nuôi dưỡng cả hai phần này một cách bình đẳng. Trong những lời dạy của mình, Skovoroda đã so sánh tâm hồn và thể xác cùng với các chức năng của chúng: "hãy chắc chắn rằng mỗi ngày người đều cho vào tâm hồn mình một từ hay câu nói, như đưa thức ăn vào bao tử","...những gì người nghe hay nhìn thấy, hãy biến chúng thành hương vị bổ dưỡng và cứu rỗi tâm hồn, như cách ta chuẩn bị một con vật được hiến tế cho Thượng đế", về vấn đề giao thiệp với những người khác nhau, ông nói "Thức ăn là tốt, nhưng nếu dạ dày người không thích nó thì sao?"...
Skovoroda có những hiểu biết đáng kể về các lý thuyết y học cổ đại: Ông từng ghi rằng: Galenus khi nghĩ về sức khỏe, đã khuyên các chàng trai và thanh niên nên ăn thức ăn lạnh hơn, và những người lớn tuổi thì nên dùng đồ ấm. Ông giải thích điều này như sau: "độ ẩm dư thừa sinh ra từ thức ăn nóng, và từ đó sinh ra cảm lạnh, sổ mũi, nổi mủ và gia tăng độ ẩm do nhiệt". Plutarchus cũng cho rằng độ ẩm dư thừa trong cơ thể là nguyên nhân của mọi bệnh tật.
Skovoroda đã cụ thể hóa mối liên hệ giữa những bệnh tật tinh thần và thể xác: những người lạm dụng rượu và thịt về lâu dài sẽ phát sinh nhiều lo lắng - "từ đó dẫn đến lão hóa sớm, nếu không phải là thứ khác tồi tệ hơn". Trong lá thư thứ 26 gởi cho Mykhailo Kovalinskyi, Skovoroda đã khéo léo sử dụng các thuật ngữ lâm sàng bằng tiếng Latinh, liệt kê các chứng bệnh và tình trạng mà theo ông là phổ biến ở người: ghẻ (scabies), sốt (febris), phù thũng (hydrops), động kinh (epilepsia), ho (tussis), kiệt sức (lassitudo)...
Mãi đến năm 1798, tác phẩm "Narcissus" mới được xuất bản lần đầu tại Sankt-Peterburg nhưng không đề tên ông. Năm 1806, tạp chí "Zionskyi Vestnyk" đã phát hành một số tác phẩm khác của ông. Vào năm 1837-1839, ở Moskva, một số tác phẩm của ông được xuất bản riêng lẻ, và chỉ đến năm 1861, một tuyển tập đầu tiên nhưng không hoàn chỉnh về các tác phẩm của ông mới được ra mắt. Một bộ sưu tập chất lượng hơn và đầy đủ hơn, nhưng cũng không hoàn chỉnh, đã được xuất bản vào năm 1896 tại Kharkiv dưới sự biên tập của Giáo sư D. Bagaliya. Ở đây, có 16 tác phẩm được xuất bản, trong đó 9 tác phẩm là lần đầu được công bố. Ngoài ra, còn có mục tiểu sử và một số bài thơ của ông. Một ấn bản khác về các tác phẩm của Skovoroda được xuất bản năm 1912 tại Sankt-Peterburg dưới sự biên tập của V. Bonch-Bruyevich. Một số tác phẩm của ông và phần tiểu sử do người học trò M. Kovalinskyi viết, cũng được xuất bản tại lần in này. Tuy nhiên, vẫn chưa có một ấn bản hoàn chỉnh nào vì nhiều bản thảo của ông vẫn đang nằm rải rác ở các nhiều kho lưu trữ và thư viện khác nhau.

## Qua đời
Ba ngày trước khi qua đời, ông đã đến nhà một trong những người bạn gần gũi nhất và nói rằng sẽ ở đây vĩnh viễn. Mỗi ngày sau đó ông đều cầm một cây xẻng ra khỏi nhà tự đào huyệt cho mình. Vào ngày thứ ba, sau khi ăn tối, ông đã đứng lên và nói: “Thời khắc của tôi đã đến rồi”. Sau đó đi sang phòng bên cạnh, nằm xuống và qua đời. Ông đã yêu cầu khắc dòng sau đây lên bia mộ của mình: 
Thế giới cố gắng tóm lấy tôi, nhưng nó đã thất bại

Ông qua đời vào ngày 9 tháng 11 năm 1794 tại ngôi làng Pan-Ivanovka (nay là Skovorodinovka, Bohodukhiv Raion, tỉnh Kharkiv).  

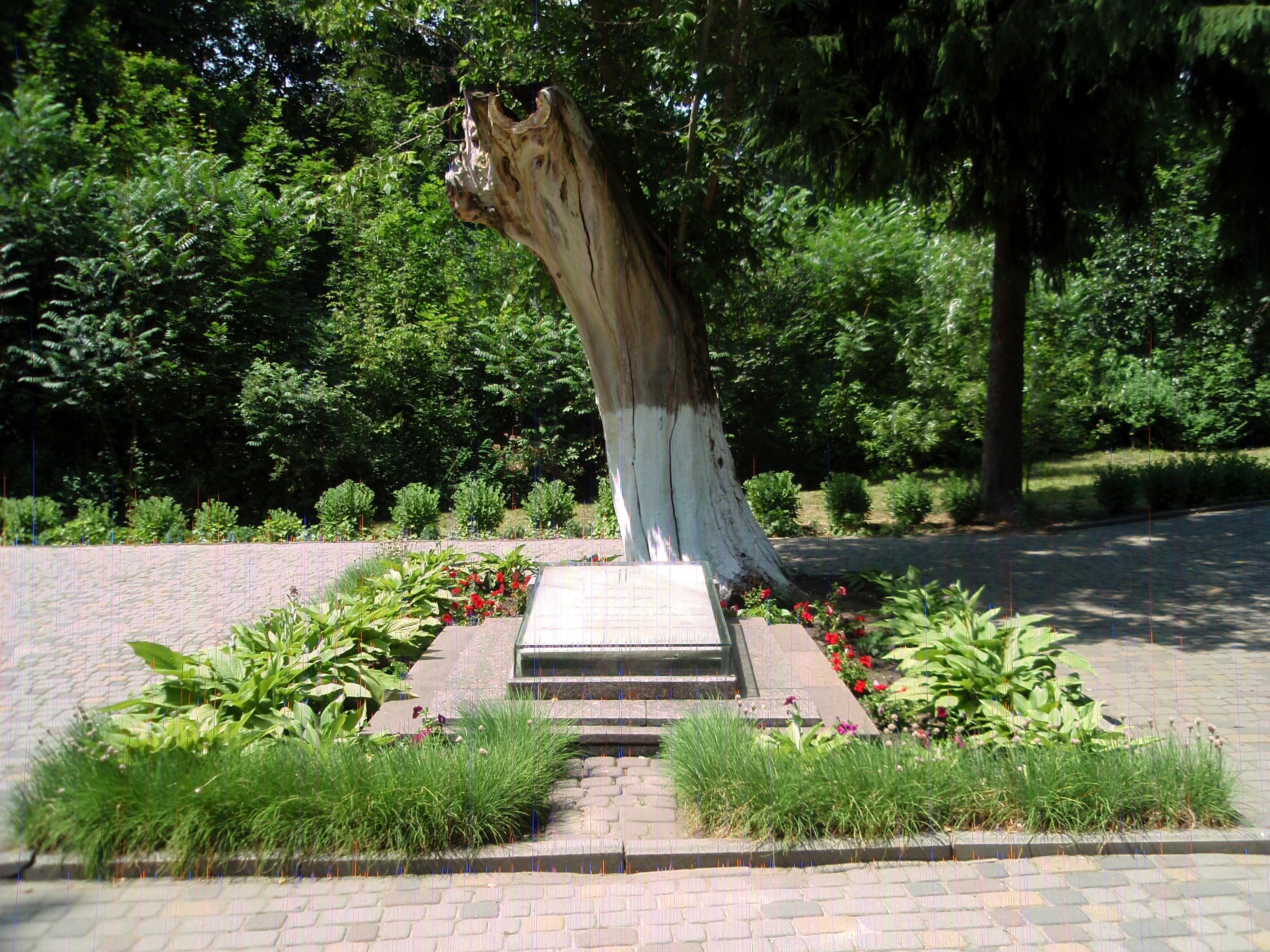
Phần mộ của Skovoroda.

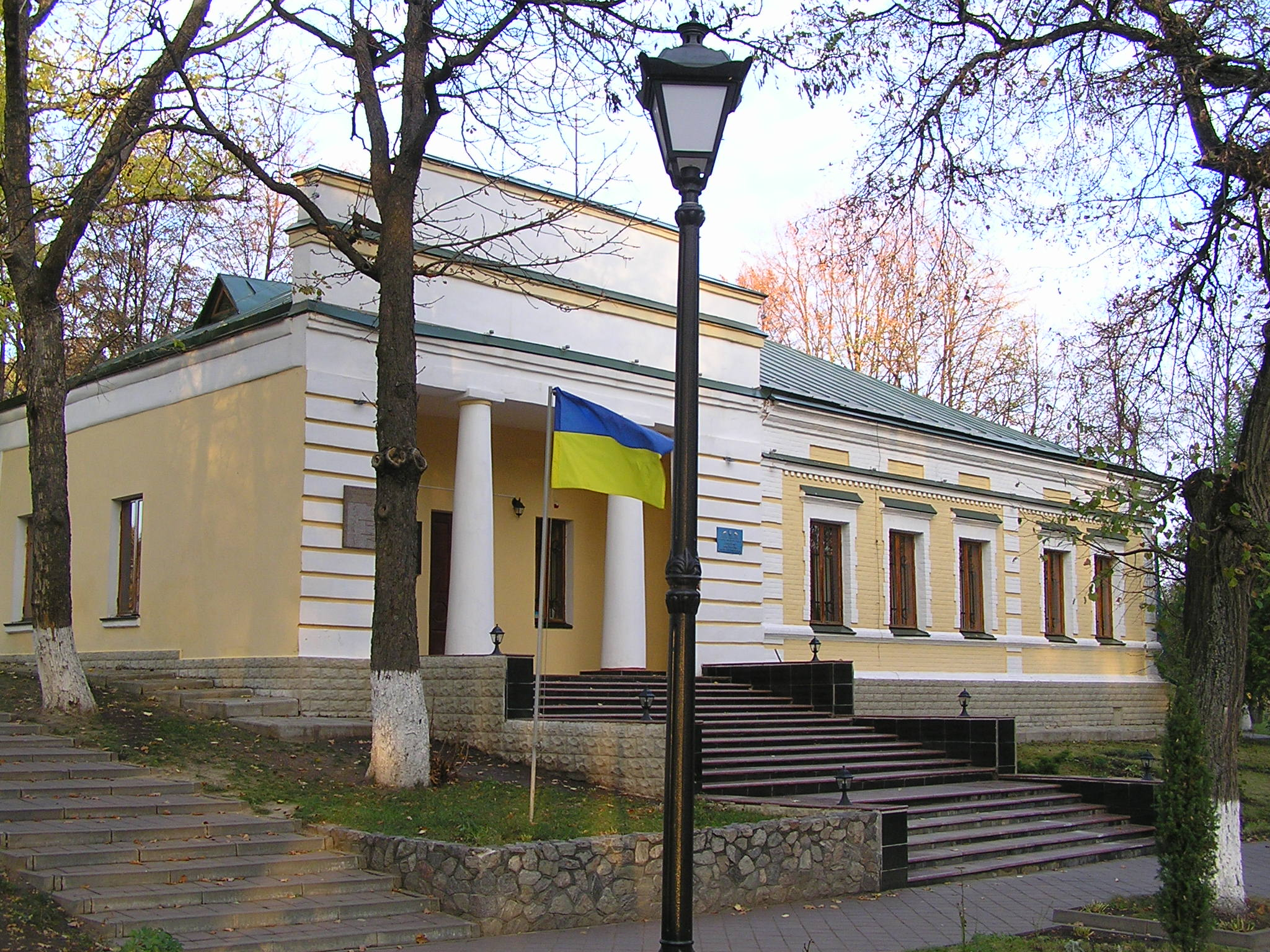
Bảo tàng tại Skovorodinivka.

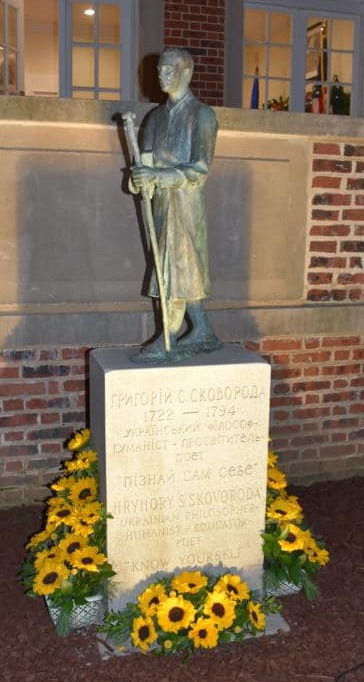
Đài tưởng niệm Skovoroda đặt bên ngoài Ukraine House, Washington.DC. Tác phẩm của nhà điêu khắc Mark Rhodes

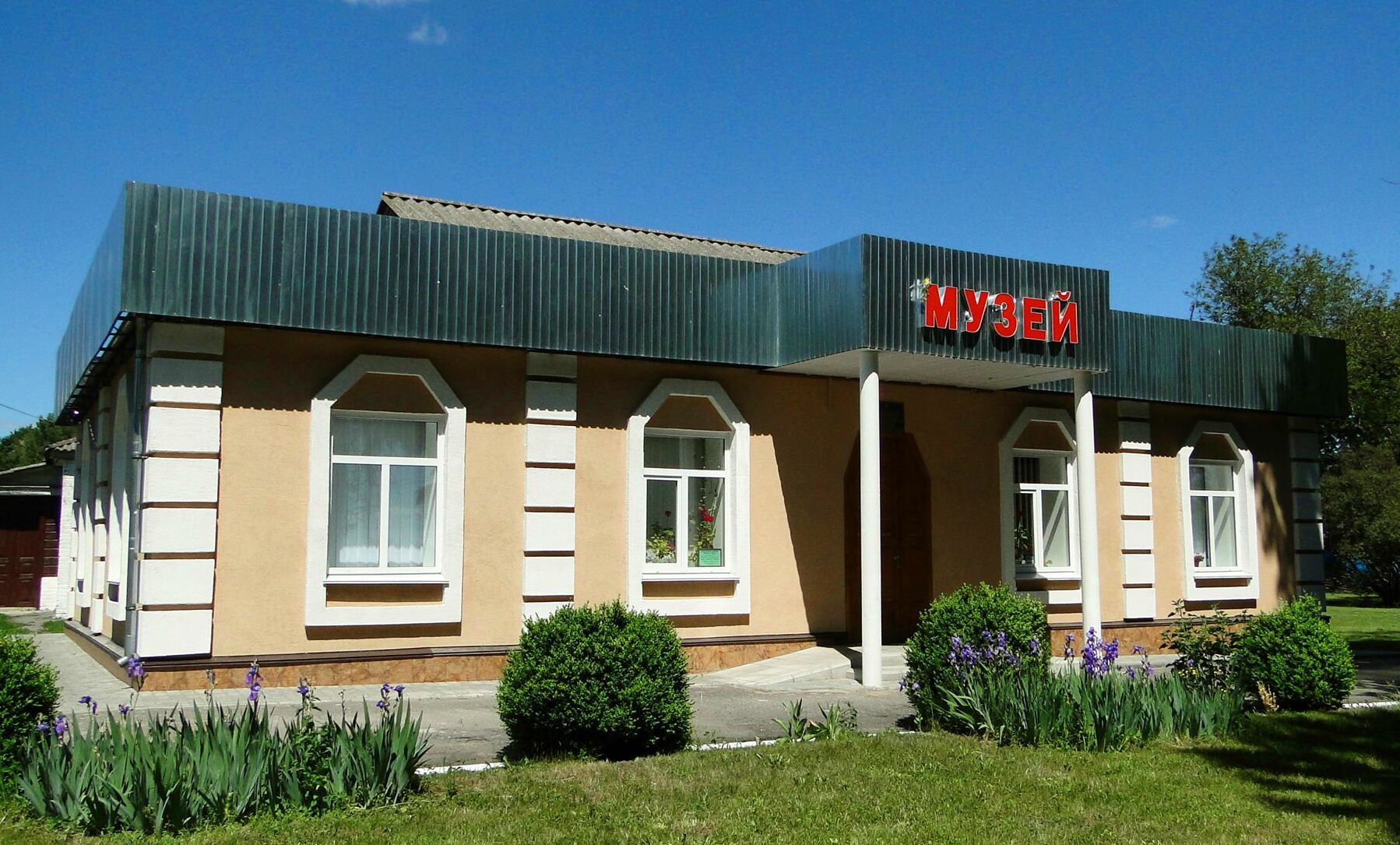
Bảo tàng tại Chornuhy.

## Tôn vinh
Ngày 15 tháng 9 năm 2006, chân dung của Skovoroda đã được in lên tờ tiền mệnh giá lớn thứ hai được lưu hành ở Ukraine, tờ ₴500.
Viện Triết học Hryhoriy Skovoroda được đặt theo tên ông đã được thành lập vào năm 1946, hoạt động dưới sự bảo trợ của Viện Hàn lâm Khoa học Quốc gia Ukraina (trước năm 1991 là Viện Hàn lâm Khoa học của nước Cộng hòa Soviet Ukraine).
Bảo tàng Skovorodynivka tọa lạc tại làng Skovorodynivka ở tỉnh Kharkiv, Ukraine, trong một tòa nhà được xây từ thế kỷ 18, cạnh khu đất chứa phần mộ của Skovoroda. Vào đêm ngày 6–7 tháng 5 năm 2022, tòa nhà này đã bị phá hủy sau một cuộc tấn công bằng tên lửa do quân đội Nga thực hiện trong cuộc chiến tranh xâm lược Ukraine. Quả đạn đã bay vào dưới nóc tòa nhà và gây ra đám cháy nhấn chìm toàn bộ khuôn viên bảo tàng khiến cho Bảo tàng đã bị phá tan cùng với tòa nhà là công trình lịch sử. Bộ sưu tập của bảo tàng không bị ảnh hưởng vì chúng đã được chuyển đi trước đó đề phòng trường hợp bị Nga tấn công. Điều thú vị là bức tượng Skovoroda đặt bên trong vẫn đứng vững khi bao quanh nó là đống đổ nát hỗn độn của tòa nhà.
Ngày 2 tháng 12 năm 2022, nhân kỷ niệm 300 năm ngày sinh của Skovoroda, một tượng đài đã được đặt tại Washington, DC, gần Ukraine House. Tượng được tạc vào năm 1992 bởi nhà điêu khắc người Mỹ Mark Rhodes, người đã được truyền cảm hứng từ những quan điểm của Skovoroda.

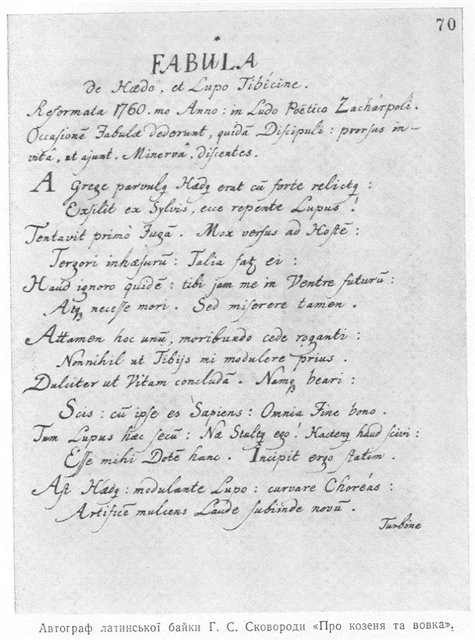
Truyện ngụ ngôn tiếng Latin về con sói và em nhỏ, được viết bởi Skovoroda.

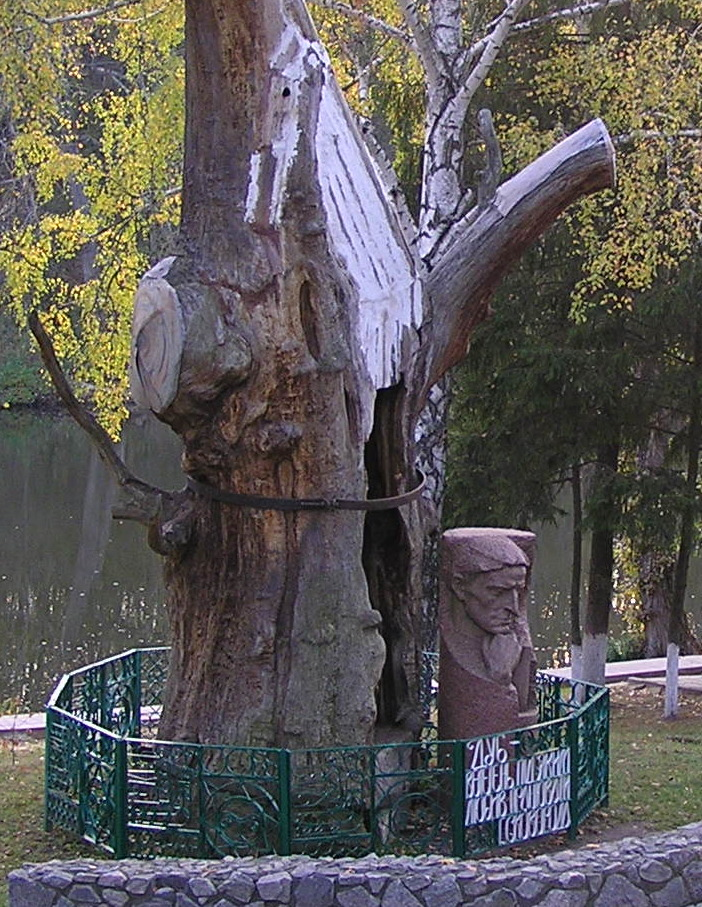
Cây sồi Skovoroda cùng bia tưởng niệm.

## Các tác phẩm
Các tác phẩm của Skovoroda đã không được xuất bản trong suốt thời gian ông còn sống do sự kiểm duyệt gắt gao của Giáo hội. Hryhorii Skovoroda thành thạo nhiều ngoại ngữ đặc biệt là tiếng Latin, Hy Lạp và Đức. Ông có thể đọc các tác phẩm văn học tôn giáo bằng tiếng Đức và chịu ảnh hưởng từ phong trào sùng tín tại Đức. Được nuôi dưỡng bởi tinh thần nghiên cứu triết học và tôn giáo, ông phản đối chủ nghĩa kinh viện của Giáo hội và sự thống trị về mặt tinh thần của Nhà thờ Chính thống giáo. Ông từng viết rằng "Vương quốc của chúng ta ở bên trong chính chúng ta", "và để biết Chúa, ngươi phải biết chính mình...Mọi người nên biết Chúa, giống như hiểu biết chính họ, là đủ để trông thấy Ngài trên trần thế...Niềm tin vào Chúa không có nghĩa là tin vào sự tồn tại của Ngài do đó phải tuân theo Ngài và sống theo luật của Ngài... Sự thánh thiện ở đời là ở chỗ làm việc tốt cho mọi người.”
Skovoroda dạy rằng "mọi sự đều được Chúa ban phước", nhưng việc phân phối của cải ra ngoài vòng tay của Chúa là tội lỗi không thể tha thứ. Skovoroda dạy rằng cái mục tiêu duy nhất của triết học là đi tìm chân lý và theo đuổi nó. Nhưng xét về mặt thực tế đời sống, mục tiêu này là bất khả và hạnh phúc của con người nằm ở chỗ mọi sự đều phải tự tìm ra chân lý. Theo đuổi mục tiêu này, con người có thể đi theo nhiều con đường khác nhau. Do đó, việc một người thiếu khoan dung với những ai bất đồng chính kiến là không chính đáng. Tương tự như vậy, sự bất khoan dung về tôn giáo không tìm được bất kỳ biện minh chính đáng nào khi chân lý vĩnh cửu về thế giới được tiết lộ dưới nhiều dạng khác nhau trong các tôn giáo khác nhau. Đối với chính mình, ông theo đuổi cách tiếp cận không khoan nhượng và cuối cùng đạt được sự cân bằng hài hòa giữa công việc giảng dạy và cuộc sống cá nhân. Ông rất nhẹ nhàng và kỹ lưỡng quan sát trong quan hệ với mọi người. Năm 1798, quyển "Narsisis or Know yourself (Tự luyến hoặc Hiểu chính mình)" của ông được xuất bản ở Nga nhưng không đề tên ông. Năm 1806, tạp chí "Zion Vyestnyk" do Alexander Labzin biên tập đã xuất bản thêm một số tác phẩm của Skovoroda. Sau đó, tại Moskva trong giai đoạn 1837–1839, một số tác phẩm mới được xuất bản đề tên ông. Bộ sưu tập gần như hoàn chỉnh về các tác phẩm của Skovoroda lần đầu tiên được cho ra mắt vào năm 1861. Nhân dịp kỷ niệm 100 năm ngày mất, tại Kharkiv (Ukraine), tập thứ 7 Tạp chí của Hiệp hội Lịch sử-Triết học Kharkov (1894) do Dmitriy Bagaley biên tập được xuất bản, đã bao gồm phần lớn các tác phẩm của Skovoroda. Tại đây 16 tác phẩm của ông đã được xuất bản, trong đó có 9 tác phẩm là xuất bản lần đầu tiên. Bên cạnh đó phần nội dung cũng bao gồm tiểu sử và một số bài thơ do ông sáng tác. Một bộ sưu tập học thuật đầy đủ về tất cả các tác phẩm được biết đến của Skovoroda đã được Leonid Ushkalov xuất bản năm 2011.

### Danh sách các tác phẩm
- Skovoroda, Hryhorii S. Truyện ngụ ngôn và cách ngôn . Bản dịch, tiểu sử và phân tích bởi Dan B. Chopyk  (New York: Peter Lang, 1990) Review: Wolodymyr T. Zyla, Ukraina Quarterly, 50 (1994): 303–304.
- Skovoroda, Hryhorii (Gregory), Piznay v sobi ludynu. Dịch bởi M. Kashuba với phần giới thiệu viết bởi Vasyl' Voitovych (L'viv: S$vit, 1995) Các tác phẩm chọn lọc (bản gốc: tiếng Ukraina).
- Skovoroda, Hryhorii (Gregory), Tvory: V dvokh tomakh, lời tựa viết bởi O. Myshanych, tổng biên tập là Omelian Pritsak (Kiev: Oberehy, 1994) (bản gốc: tiếng Ukraina, được dịch sang các ngôn ngữ khác).
- Skovoroda, Hryhorii (Gregory), "Cuộc trò chuyện giữa năm du khách về hạnh phúc đích thực của cuộc sống" Lưu trữ ngày 3 tháng 12 năm 2023 tại Wayback Machine (Dịch sang tiếng Anh bởi George L. Kline).
- Skovoroda, Hryhorii (Gregory), "Cuộc trò chuyện về thế giới cổ đại".
- Skovoroda, Hryhorii (Gregory), Ed. của Leonid Ushkalov. "Григорій Сковорода: повна академічна збірка творів" ("Grigory Skovoroda: một bộ sưu tập đầy đủ các tác phẩm hàn lâm"), (2011).

## Giảng dạy
Một trong những công việc chính của Skovoroda là giảng dạy. Ông từng dạy thơ ca ở trường Cao đẳng Pereyaslav (1750–1751), dạy thi pháp, văn phạm, cú pháp, tiếng Hy Lạp và giáo lý tại trường Cao đẳng Kharkiv  trong các giai đoạn 1759–1760, 1761 –1764, 1768–1769.
Năm 1751, ông có tranh cãi với một giám mục đương chức tại trường cao đẳng Pereyaslav, người đã xem cách tiếp cận mới trong giảng dạy của Skovoroda là kỳ quặc và không phù hợp với lối thi ca truyền thống. Chàng trai trẻ Skovoroda, khi đó tự tin vào khả năng chuyên môn của cũng như tính chính xác, rõ ràng và toàn diện trong các quy luật thi pháp của mình, đã từ chối tuân theo lệnh của giám mục, yêu cầu được phân xử và tuyên bố với vị giám mục rằng "alia res sceptrum, alia plectrum" [vương trượng của mục sư là một vật, nhưng cây sáo lại là vật khác]. Vị giám mục đã cho rằng Skovoroda là một kẻ kiêu ngạo và cách chức ông ta.
Năm đầu tiên giảng dạy tại trường Cao đẳng Kharkiv đã trôi qua một cách êm đẹp với Skovoroda. Ông không chỉ gây hứng thú cho học sinh thông qua những bài giảng mà cách tiếp cận sáng tạo trong cách giảng dạy của ông còn thu hút được sự chú ý của đồng nghiệp và cả cấp trên.
Skovoroda từng là gia sư riêng cho Vasily Tomara (1740–1813) (trong giai đoạn 1753–1754 và 1755–1758), từng giữ vai trò người thầy cũng như người bạn lâu năm của Michael Kovalinskyi (1745–1807) (trong giai đoạn 1761–1769), là người đã viết tiểu sử Skovoroda. Người ta cho rằng ông cũng từng là gia sư riêng cho Gabriel Vishnevsky (1716–1752) (trong giai đoạn 1745–1749) là con trai của Fyodor Vishnevsky (1682–1749). Nhờ có Fyodor Vishnevsky, Skovoroda đã có cơ hội đến thăm Trung Âu, đặc biệt là Hungary và Áo.
Trong quá trình giảng dạy của mình, Skovoroda theo đuổi việc khám phá thiên hướng và năng lực học sinh của mình, đồng thời xây dựng các buổi nói chuyện và đọc sách để phát triển chúng một cách tối đa. Cách tiếp cận này đã được người viết tiểu sử Kovalinskyi mô tả là: "Skovoroda bắt đầu [dạy] Vasily Tomara bằng cách tập trung nhiều hơn vào trái tim của người đệ tử trẻ của mình và, theo dõi những thiên hướng tự nhiên của anh ta, ông chỉ cố gắng hỗ trợ sự phát triển tự nhiên bằng cách dẫn dắt nhẹ nhàng và tinh tế đến mức cậu học trò không hề nhận ra, vì Skovoroda đặc biệt chú ý việc không làm quá tải tâm trí của học trò với việc học kiểu nhồi nhét. Bằng cách này, cậu ta đã gắn bó với Skovoroda bằng tình thương [và sự tin tưởng dành cho] ông ấy".
Công việc giảng dạy của Skovoroda không chỉ gói gọn trong môi trường học thuật hay những người bạn gần gũi mà còn trong những năm tháng cuối đời với vai trò là một "triết gia lang thang", ông đã diễn thuyết công khai cho những người bị thu hút bởi ông. Trưởng tu viện Gavriil (Vasily Voskresensky, 1795–1868), nhà sử học đầu tiên về triết học Nga, đã mô tả một cách xuất sắc những phẩm chất của Socrates tồn tại trong tác phong giảng dạy của Skovoroda: "Cả Socrates và Skovoroda đều cảm nhận được từ bề trên lời kêu gọi trở thành người thầy của nhân dân, và thuận theo lời gọi, họ trở thành những người thầy của đại chúng theo cả nghĩa đen và nghĩa cao cả hơn của cách gọi này… Skovoroda, cũng như Socrates, không bị giới hạn bởi thời gian hay địa điểm, ông từng giảng dạy ở ngã tư, khu chợ, nghĩa trang, mái hiên nhà thờ trong những ngày lễ. Khi những ngôn từ sắc bén thể hiện một ý chí say sưa - kể cả trong những ngày mùa nắng nóng, ông vẫn diễn thuyết với những cơn mồ hôi như mưa trút xuống mặt đất." 
Skovoroda dạy rằng một người sẽ tìm thấy tiếng gọi thực sự của chính mình qua việc thử thách bản thân. Ông khuyên mọi người hãy “Hiểu biết chính mình,” qua một câu châm ngôn nổi tiếng của triết gia Hy Lạp Socrates. Ông đưa ra một quan niệm rằng khi người làm một việc tự nhiên đã giành cho anh ấy, anh ta sẽ hưởng một cuộc sống thỏa mãn và hạnh phúc thực sự.
Skovoroda chú ý đến việc giáo dục những người trẻ cho đến tận khi già. Bảy năm trước khi lìa đời tức năm 1787, Skovoroda đã viết hai bài tiểu luận: Chim cò cao quý (Благодарный Еродій, Blagorodnyj Erodiy) và Sơn ca nghèo khổ (Убогій Жаворонокъ, Ubogiy Zhavoronok) với văn phong giáo dục lồng ghép các tư tưởng của ông

Ảnh hưởng rộng rãi của Skovoroda được thể hiện thông qua việc nhiều văn hào nổi tiếng đã đánh giá cao những lời dạy của ông: Vladimir Solovyov, Lev Tolstoy, Maxim Gorky, Andrei Bely, Taras Shevchenko và Ivan Franko.

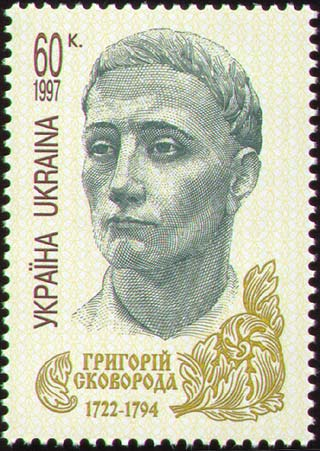
Tem Ukraine 1997
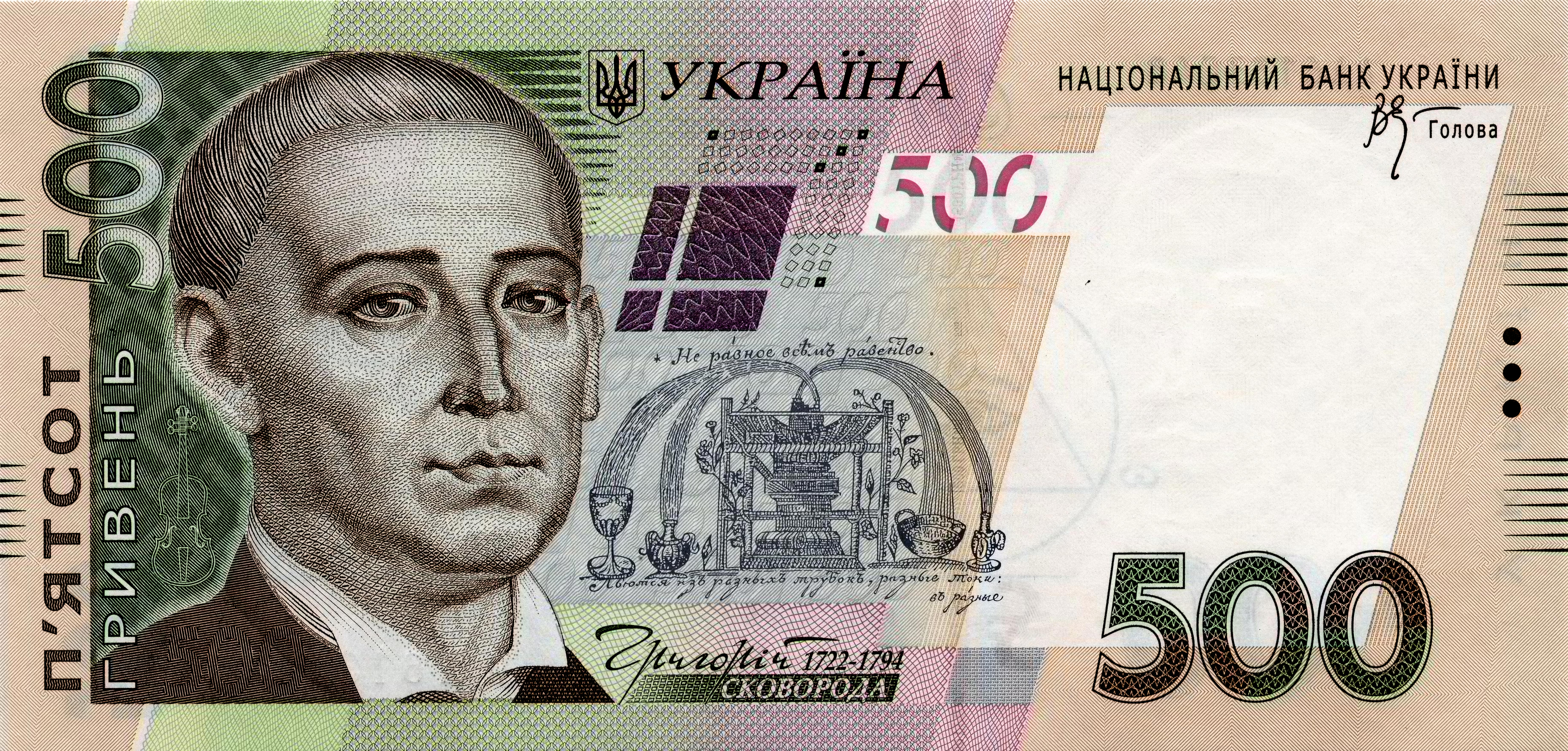
Mặt trước của tờ 500 hryvnia năm 2006
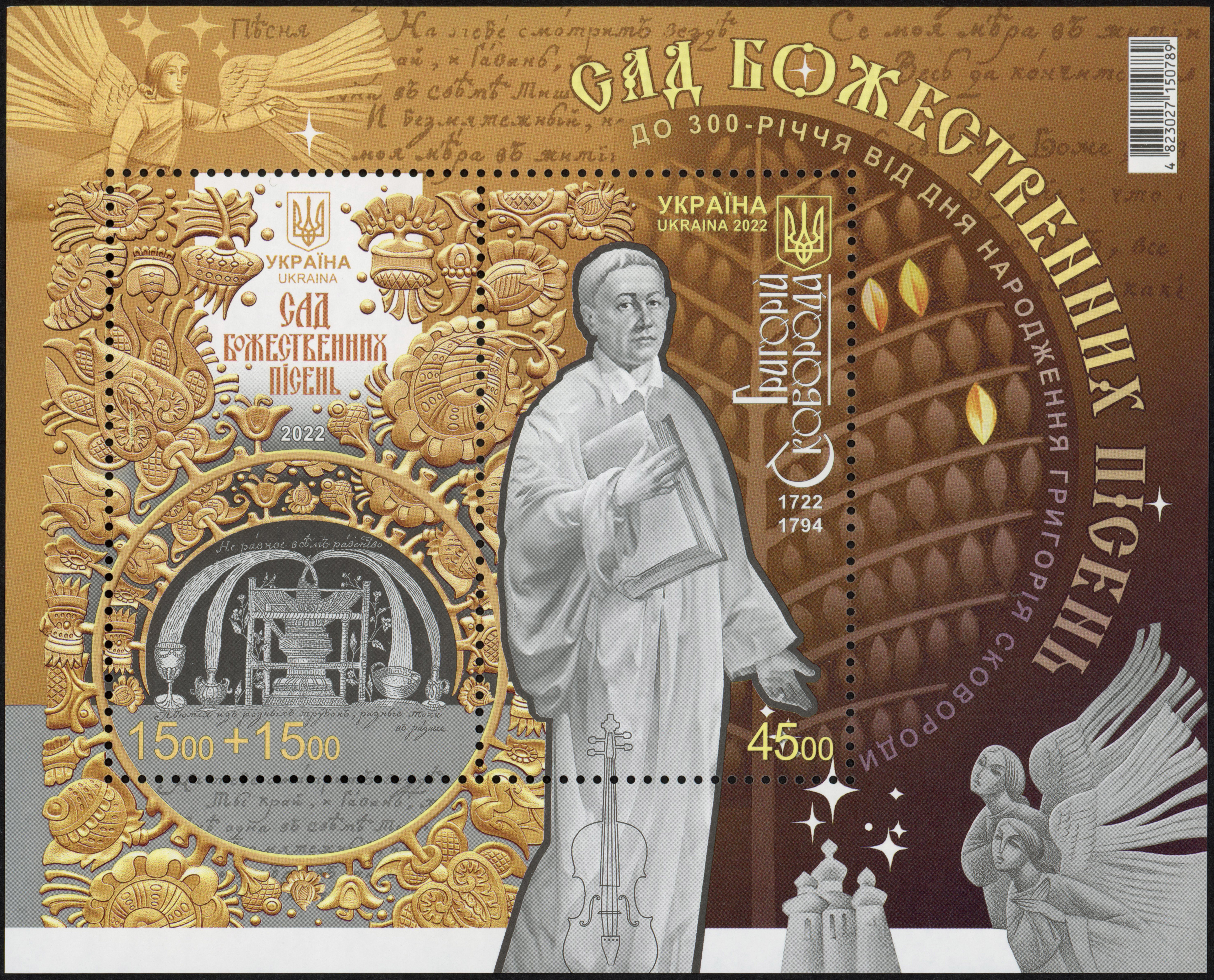
Tem "Kỷ niệm 300 năm ngày sinh của Hryhoriy Skovoroda. Khu vườn của những bài ca thần thánh", 2022
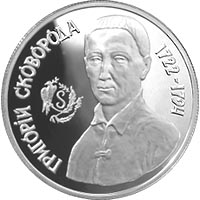
Xu Ukraine
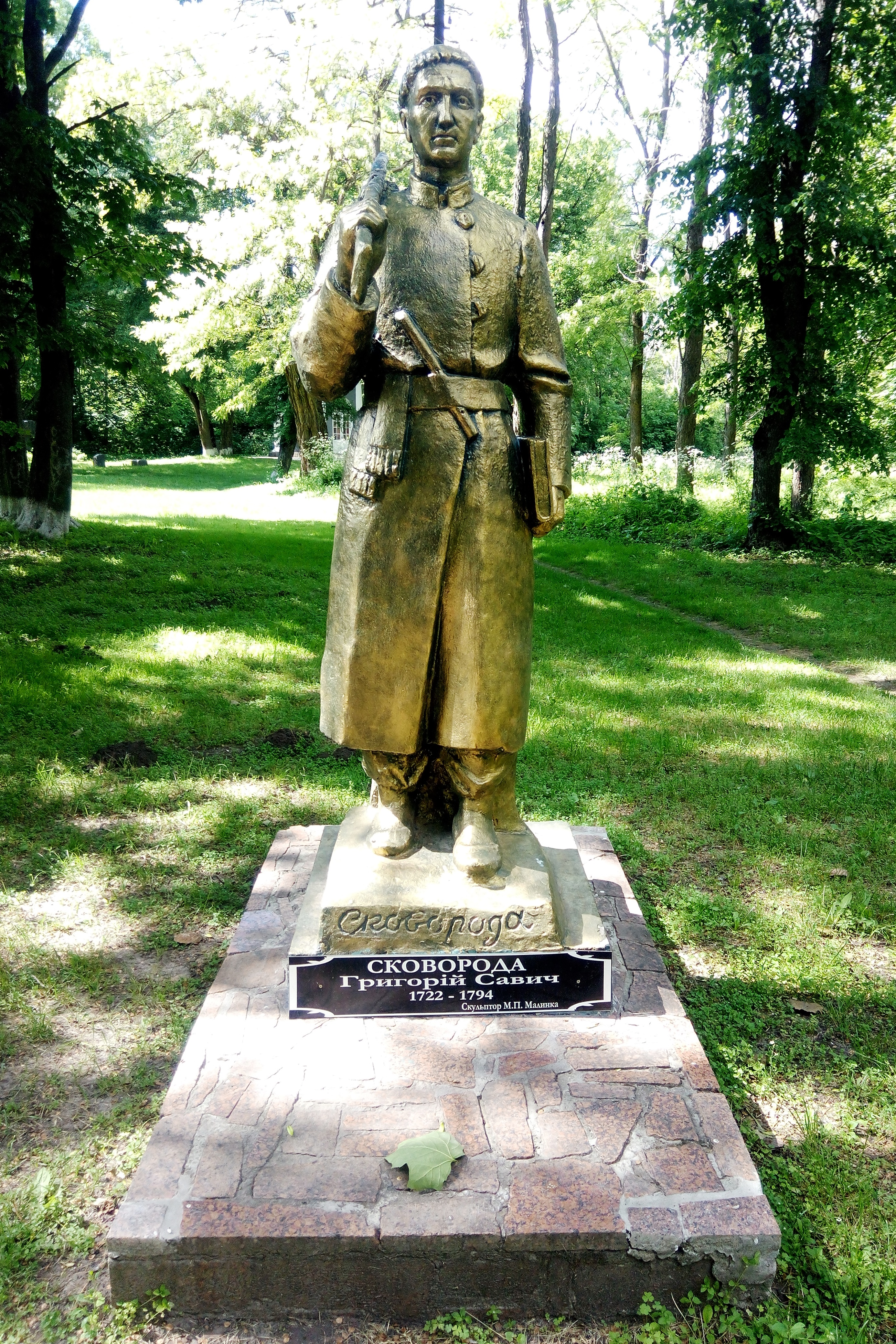
Tượng Skovoroda
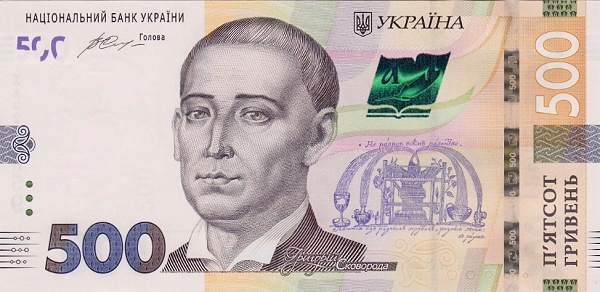
Tiền Ukraine 500 hryvnia năm 2015
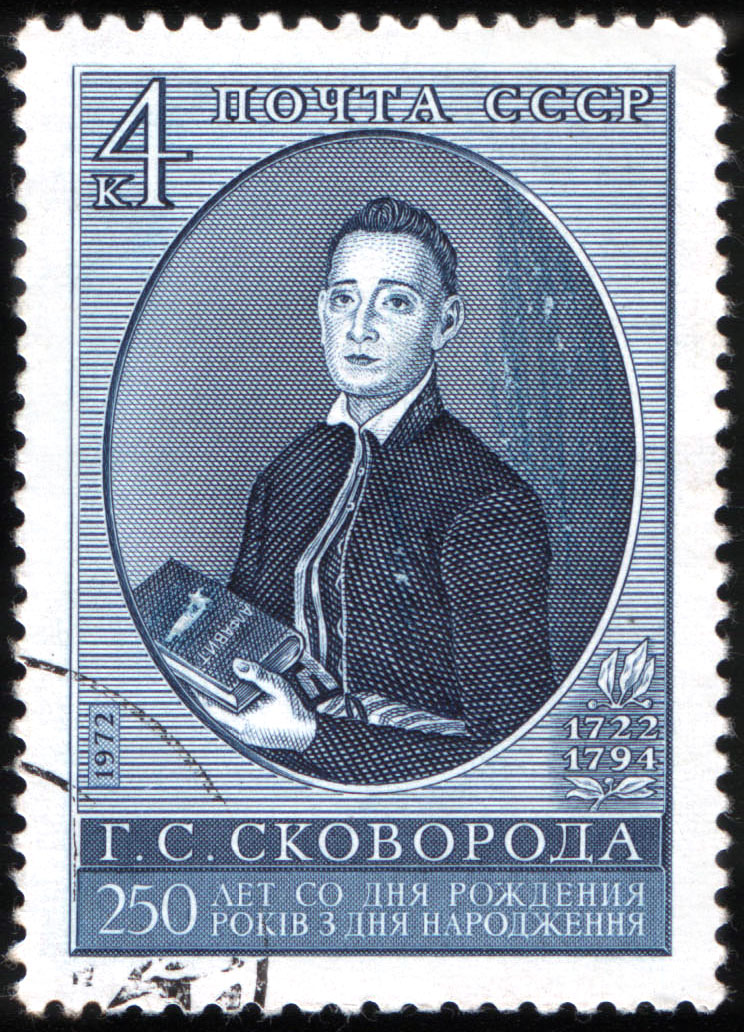
Tem Liên Xô với chân dung Skovoroda năm 1972.

## Trong văn hóa đại chúng
Các tác phẩm nhạc pop sau đây được viết dựa trên các bài thơ của Skovoroda:
- "Ptashko" bởi Sonyachna Mashyna (2019) [34]
- "Kurs Valüt" bởi Kurs Valüt (2020) [35]

Ngày 26 tháng 1 năm 2024, Hội đồng thành phố Kharkiv đã đổi tên đường Pushkin tại Khrakiv thành đường Hryhorii Skovoroda. Nhằm đáp trả vụ đánh bom Kharkov ngày 23 tháng 1 năm 2024 qua quân đội Nga tiến hành vào ban đêm tại đây khiến 9 người thương vong, trong đó có một đứa trẻ 4 tuổi.